# Nürnberger Burg
Die Nürnberger Burg ist das Wahrzeichen der Stadt Nürnberg. Sie ist eine Doppelburg und besteht aus der Kaiserburg und der Burggrafenburg.

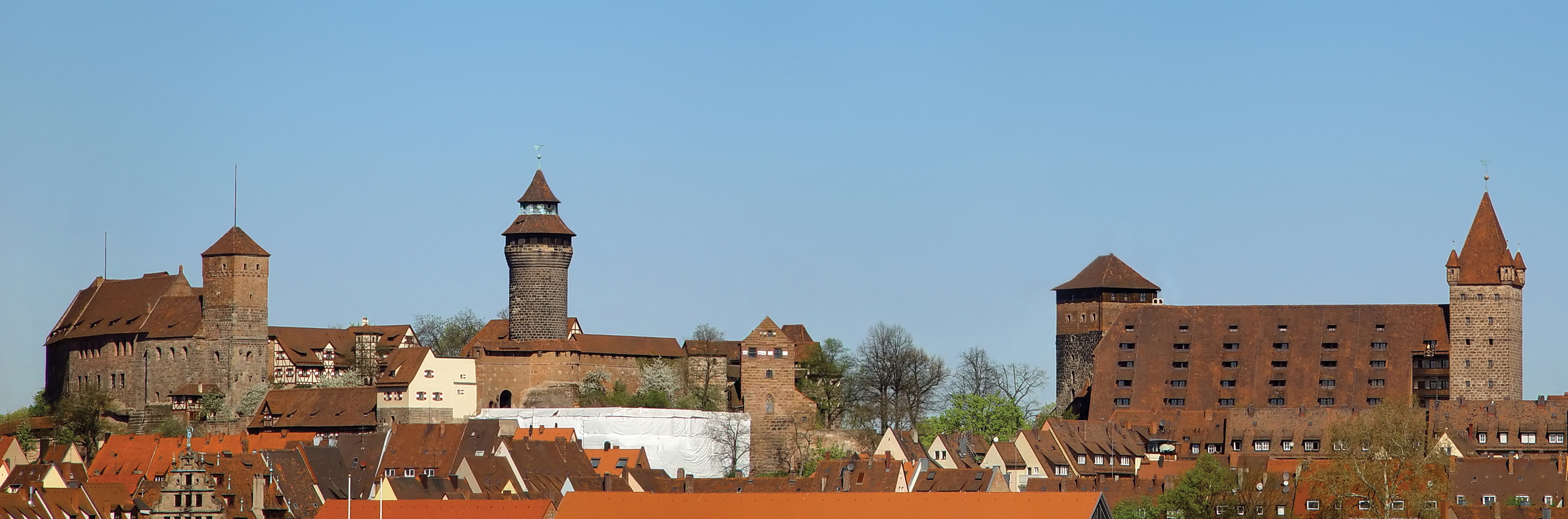
Panorama von der Nürnberger Burg im Westen über den Sinwellturm bis zu Kaiserstallung und Luginsland, 2007

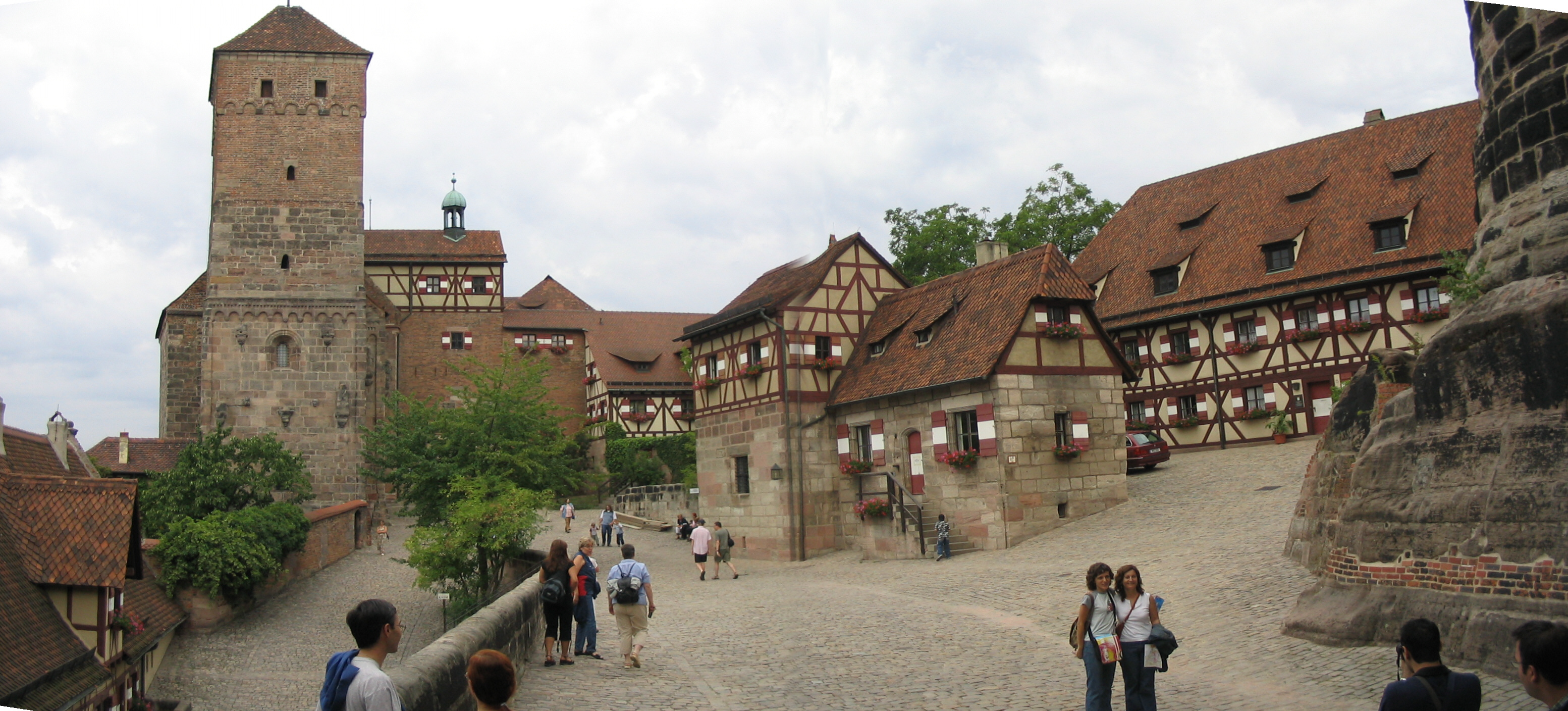
Die Burg – im äußeren Burghof, 2004

Früheste bauliche Spuren stammen aus der Zeit um 1000. Nach den schweren Beschädigungen durch die Luftangriffe auf Nürnberg im Zweiten Weltkrieg wurde die Burganlage in historischen Formen wieder aufgebaut. Sie zählt in ihrem historischen Charakter als Wehrbau und Kaiserresidenz, Reichsburg und hohenzollernscher Burggrafensitz zu den geschichtlich und baukünstlerisch bedeutendsten Wehranlagen Europas. Sie ist eines der bedeutendsten Kunst- und Baudenkmäler der Stadt und gehört zur Historischen Meile Nürnberg.

## Lage

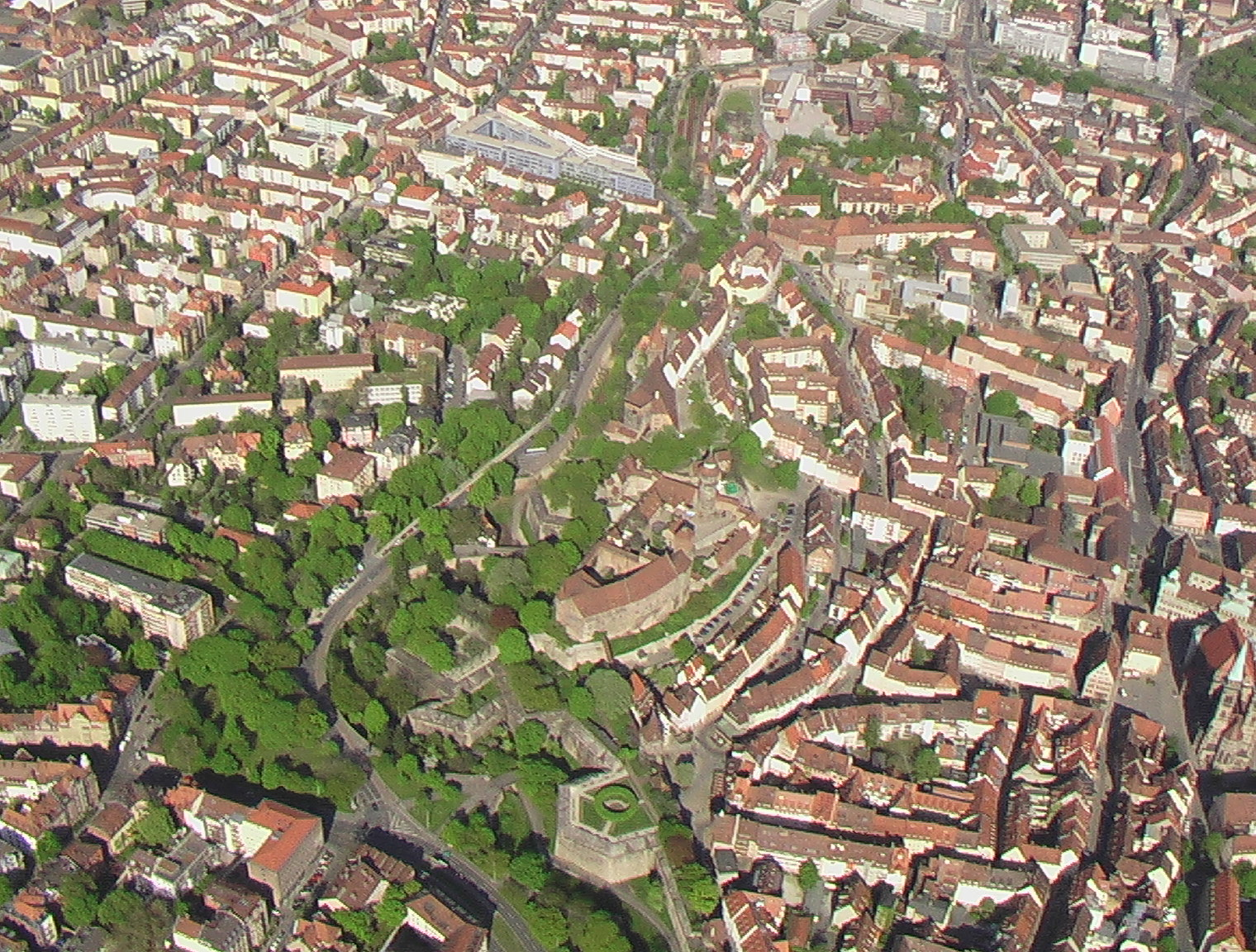
Burgviertel im Mai 2005

Die Nürnberger Burg liegt nördlich der Pegnitz auf einem Sandsteinrücken oberhalb der Sebalder Altstadt. Im Westen grenzt sie an den Neutorgraben, im Norden an den Vestnertorgraben. Die Burg ist nach Norden hin Teil der Nürnberger Stadtbefestigung. Von der Burg aus bietet sich nach Süden ein Blick auf das unter ihr liegende Handwerkerviertel und die Altstadt. Für eine Verteidigungslage war der Platz gut gewählt. Der dem Pegnitztal nahe der nördlichen Niederterrasse parallellaufende felsige Burgsandsteinrücken fällt nach Süden, Westen und Norden steil ab und bietet sich damit für eine Burg in Spornlage an. Seine Reliefenergie ist bedeutend: Dem 351 m hohen Gipfel nähert sich die 320 m-Isohypse im Süden auf 50 m, im Westen und Norden auf 200 m, während sie nach Osten 1300 m weit ausschwingt. Außerdem gehörte der Ort wohl zum Königsland und lag zwischen dem alten Königshof Altdorf mit dessen Ableger Mögeldorf und dem Königshof Fürth.

## Übersicht

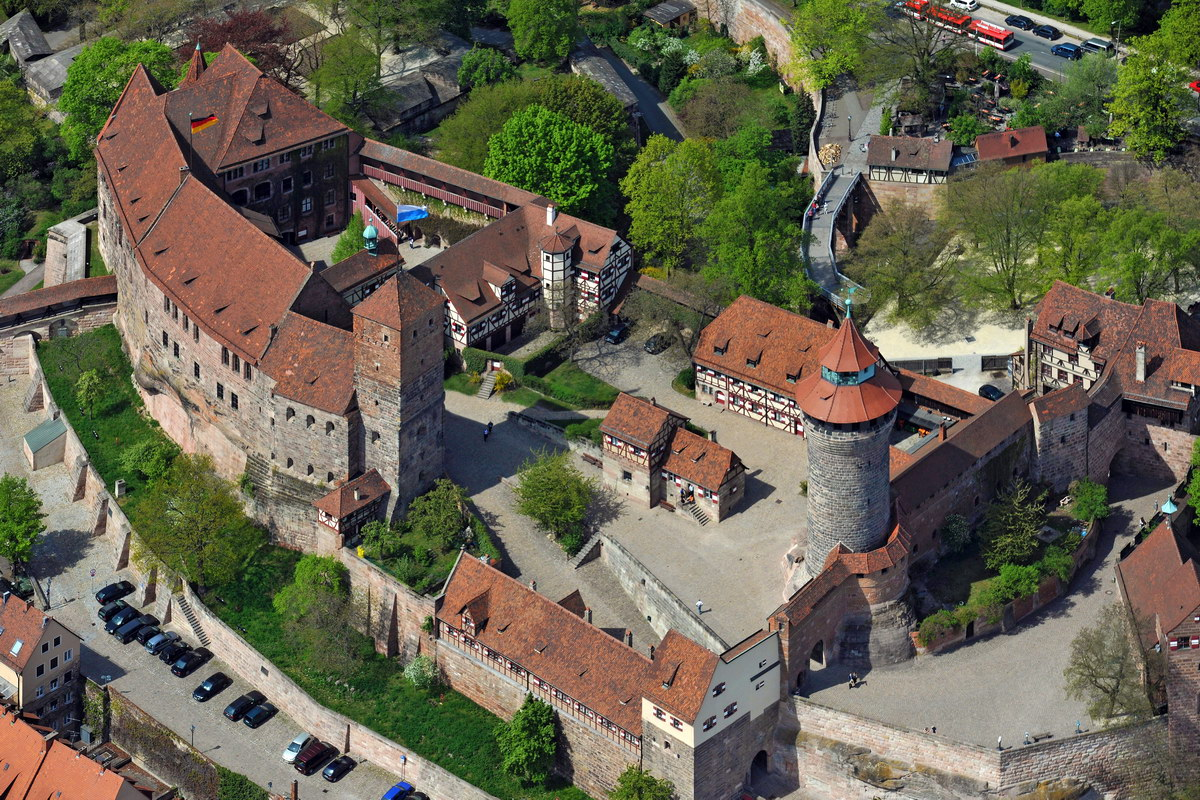
Luftaufnahme der Nürnberger Burg

Besitzgeschichtlich setzt sich die Burg aus drei Teilen zusammen, deren Grenzen im heutigen Baubestand jedoch nur mit Mühe abzulesen sind:
- Die Reste der Burggrafenburg mit dem Fünfeckturm befinden sich in der Mitte. Die Burggrafenburg wurde höchstwahrscheinlich 1192 neu erbaut, der größte Teil wurde 1420 zerstört.
- Die Kaiserburg mit Sinwellturm, Tiefem Brunnen, Doppelkapelle und Palas dehnt sich nach Westen aus. Die ältesten Teile stammen von 1200, danach wurde die Burg laufend aus- und umgebaut.
- Weitere (reichs)städtische Bauten liegen im Norden und Osten (z. B. die ehemalige Kaiserstallung von Hans Beheim dem Älteren und der Turm Luginsland).

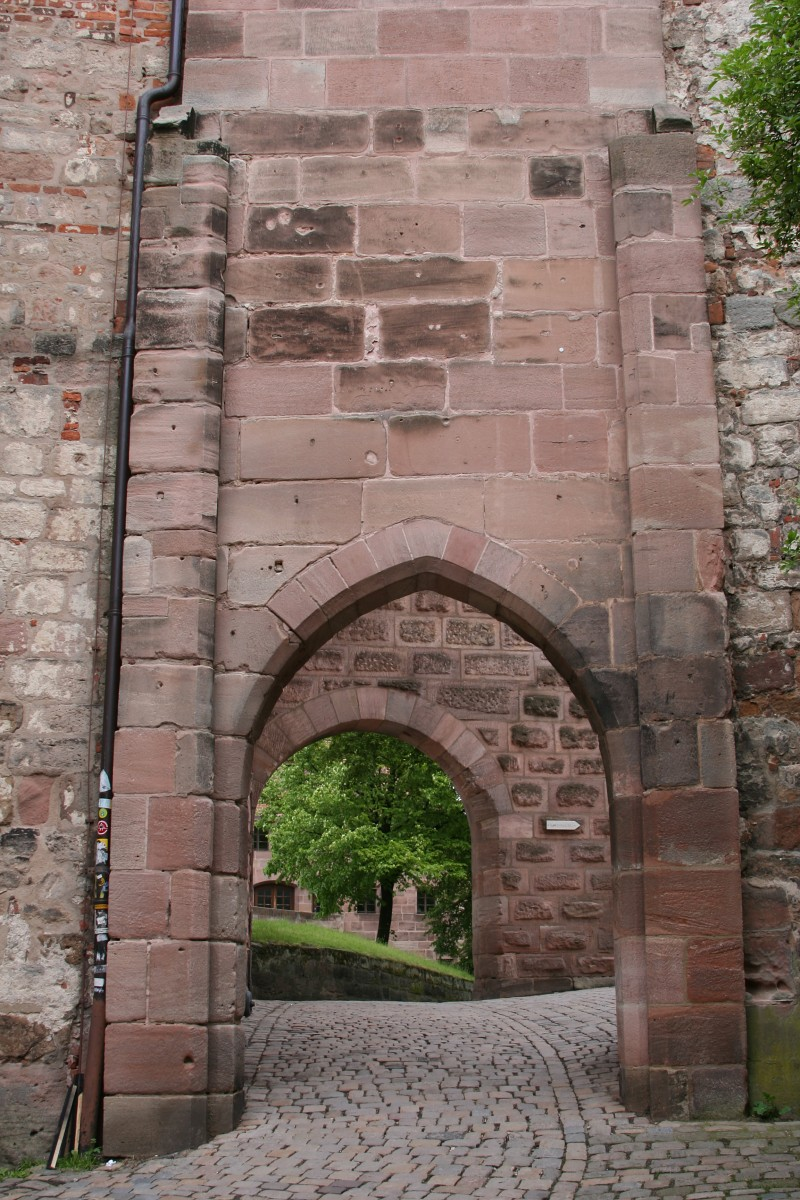
Der östliche Ausgang des Vestnertors der Nürnberger Burg, 2005

Baugeschichtlich lassen sich drei Phasen in zwei Hauptstilen unterscheiden:
- in der ersten Hälfte des 11. Jahrhunderts die salische Königsburg im romanischen Stil
- um 1200 die staufische Kaiserburg im romanischen Stil
- im 15. Jahrhundert die Umbauten des Palas und städtische Bauten im gotischen Stil

Nachträgliche Umbauten haben die Originalbauten verändert.
In der Anfangszeit bildete die Kaiserburg den Mittelpunkt der Hausmachtpolitik der Staufer in Ostfranken. Ab 1192 wurde die Burggrafenburg Ausgangspunkt der Territorialbildung der Hohenzollern in Franken, gleichzeitig gewann die Reichsstadt Nürnberg an Macht, bekämpfte die Hohenzollern und konnte sie 1427 von der Burg vertreiben.
Die Stadt übernahm die Verwaltung der gesamten Burg, die in die Stadtbefestigung einbezogen und in den Jahren 1538 bis 1545 mit den Burgbasteien ergänzt wurde. Später wurde die Burg zunehmend nur noch zu Repräsentationszwecken genutzt.
1806 übernahm das Königreich Bayern die Burg. In der Romantik wie auch in den 1930er Jahren wurde die 
Burg dem jeweiligen Zeitgeist entsprechend umgestaltet. Im Zweiten Weltkrieg wurde die Burganlage durch die Luftangriffe auf Nürnberg schwer beschädigt, danach wurde sie in historischen Formen wiederaufgebaut. Als letztes wurde die Kemenate bis 1971 neu errichtet, in den Jahren danach geschah wenig. 1999 wurde das Kaiserburgmuseum in der Kemenate eröffnet. Ab 2013 wurde verstärkt renoviert, es gab endlich Konzepte, eine Ausstellung sowie ein Cafe wurden eingerichtet.
Heute wird die Burg überwiegend touristisch genutzt – 2017 kamen 177.328 Menschen, um sich die Burg anzuschauen; 2018 waren es 190.256.

## Geschichte
Die in archäologischen Untersuchungen entdeckten Reste früher Bauten wurden vor 1000 datiert – für diese Zeit finden sich jedoch keine schriftlichen Belege. Auch in der so genannten Sigena-Urkunde Kaiser Heinrichs III. aus dem Jahr 1050 wird nuorenberc lediglich als Ort der Ausstellung angegeben, ohne zu erwähnen, ob damit die Burg bezeichnet wurde. Nachdem König Konrad II. auf seinen Reisen von Regensburg nach Bamberg aber 1025 und 1030 noch in Megelendorf an der Pegnitzfurt, dem heutigen Mögeldorf, „beurkundete“, lässt sich annehmen, dass die Sigena-Urkunde in der Nürnberger Burg ausgestellt wurde. Die Burg taucht erst 1105 in den Quellen auf. Zwischen dieser Zeit und 1571 hielten sich alle Kaiser und Könige des Heiligen Römischen Reichs zeitweilig dort auf.

### Anfang unter den Saliern
Die salische Königsburg war ein Ausgangspunkt der Ostfeldzüge Heinrichs III., der Böhmen, Polen und Ungarn lehenspflichtig gemacht hatte.
1105 eroberte der salische König Heinrich V. die Burg nach zweimonatiger Belagerung im Krieg gegen seinen Vater, Kaiser Heinrich IV. 1127 belagerte König Lothar von Supplinburg die Burg, die von den staufischen Brüdern Konrad und Friedrich verteidigt wurde, zehn Wochen lang ohne Erfolg. 1130 gelang ihm im zweiten Anlauf die Eroberung und er übergab die Burg Heinrich dem Stolzen, bis sie 1138 an die Staufer fiel.

### Aufstieg unter den Staufern
Unter den Staufern wuchs die Bedeutung der Kaiserburg, sie wurde aufwändig umgebaut und sicherte gemeinsam mit den Burgen Altenburg bei Bamberg, Burg Eger und der Wartburg die Ostgrenze des Reiches. 1140 begann König Konrad III. mit dem Bau einer zweiten Burg, der Kaiserburg, die als Königspfalz dienen sollte. Er verlieh die neu errichtete Burggrafschaft Nürnberg mit Gericht und Verwaltung an die Edelfreien von Raabs (aus Niederösterreich). 1190/91 erbte sie Friedrich von Zollern.
Im Zuge der reichsstädtischen Eigenständigkeit, die Nürnberg im 13. Jahrhundert erlangte, wurde die Kaiserburg der Obhut der Stadt übergeben.
Kaiser Friedrich I. Barbarossa weilte 12-mal auf der Burg, Heinrich (VII.), der 1225 auf der Burg geheiratet hat, 21-mal und Friedrich II. 16-mal. Der Untergang der Staufer (ab 1254) hinterließ im nachfolgenden Interregnum ein Machtvakuum.

### Machtkampf zwischen Stadt und Hohenzollern

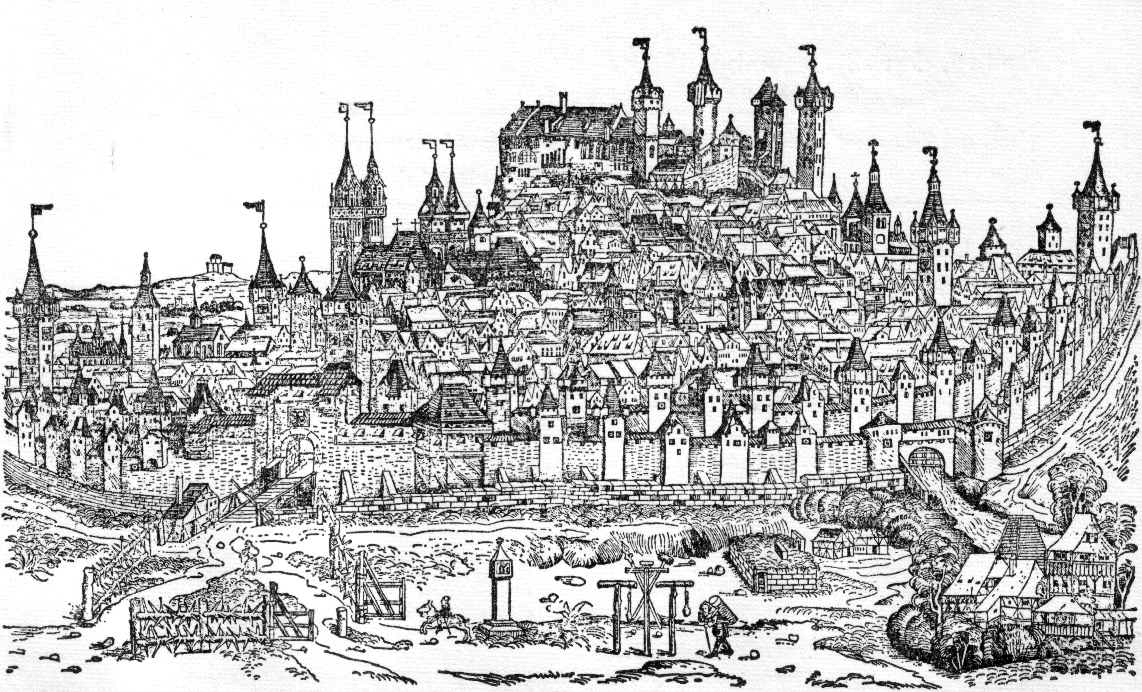
Eine der ältesten Ansichten der Burg, Schedelsche Weltchronik 1493

Sowohl das Bürgertum der Stadt als auch die Burggrafen gewannen an Macht; ihre Rivalität wuchs seit dem 14. Jahrhundert. Grundlage für die Entwicklung städtischer Gerichtsstrukturen in Nürnberg war die um 1190 erfolgte grundsätzliche Trennung der Administration der Siedlung Nürnberg vom Burggrafenamt; über die Stadt amtierte seither ein königlicher Schultheiß. Ihr Amt als Burggrafen von Nürnberg wurde jedoch nach 1200 bis zum Interregnum auf rein militärische Belange beschränkt, die Verwaltung des Reichsguts und des vor dem Egidienkloster tagenden königlichen Landgerichts oblag einem selbständigen Amtsträger (Butigler), dessen Amt die Burggrafen bis 1282 an sich ziehen konnten. Die Verwaltung der Stadt und das städtische Gericht leitete ein seit 1173/74 belegter Reichsschultheiß. Nachdem bereits um 1276 eine erste ratsähnliche Versammlung die Geschicke der Stadt mit zu bestimmen suchte, wurden 1287 die Privilegien der Stadtgemeinde bestätigt. Dem Burggrafen waren bereits 1273 seine Rechte verbrieft worden. 1302 begann der Rat damit, ein eigenes Statutenbuch (Stadtbuch) zu führen.
1315 erhielt die Stadt das Appellations- und das Evokationsprivileg, 1355 wurde das Handwerkerrecht gezielt zusammengestellt. In mehreren Schritten gelang es der Stadt bis 1427, die Besetzung des Schultheißenamtes, formal Inhaber der Hochgerichtsbarkeit über die Stadt, in ihre Hände zu bekommen. Damit vereinigte sie alle wesentlichen Gerichtsrechte auf sich.
Die Burggrafen erwarben große Gebiete in Franken und gerieten auch deshalb in Gegensatz zur Stadt. Den Nürnbergern war das Gebaren der Burggrafen ein Dorn im Auge und die Stadt wollte in Übereinstimmung mit den Reichsinteressen die Burggrafen von der Kaiserburg fernhalten. Hierzu bediente sie sich baulicher Mittel: Sie versperrte 1367 kurzerhand den Hohenzollern mit einer Mauer den ungehinderten Zugang der Burggrafenburg zur Stadt und ermöglichte mit dem Bau des Vestnertors einen direkten Zugang der Kaiserburg nach Norden. Der Zugang zur Burggrafenburg war zeitweilig nur über einen hölzernen Steg und der Rundbogenpforte rechts von der zur Burghut ausgebauten Walburgiskapelle möglich, wie die Abbildung aus dem historischen Hallerbuch zeigt und in der Sage Der Burggraf wird eingemauert erinnert wird. 1377 begann die Reichsstadt direkt neben der Burggrafenburg mit dem Bau eines hohen Turms, dem Luginsland, von dem aus das Burginnere überwacht werden konnte, wie die Rekonstruktion des Zustands um 1400 zeigt. Die Beschwerden der Hohenzollern bei Kaiser Karl IV. blieben erfolglos. Es kam zu offenen Kämpfen und 1388/89 während des Städtekriegs besetzte die Stadt die Burggrafenburg, musste sie aber nach einem Vergleich im Landfrieden von Eger wieder räumen. Die Macht der Hohenzollern auf der Burg war auf einem Tiefpunkt, als 1420 bayerische Truppen im Bayerischen Krieg die Burggrafenburg zerstörten. Danach verkaufte der letzte Burggraf Friedrich VI., der als Kurfürst Friedrich I. viel Geld für den Spagat zwischen den fränkischen und den brandenburgischen Fürstentümern benötigte, die zerstörte Burg 1427 für rund 120.000 Gulden an den Rat der Stadt Nürnberg und zog sich auf die Burg in Cadolzburg zurück.
Nach der Belehnung mit Brandenburg im Jahr 1415 verschoben sich die Interessen der Hohenzollern nach Norden. Obwohl die fränkischen Hohenzollern auch danach noch den Namenszusatz Burggraf zu Nürnberg in ihrem Titel führten, bedeutete dieser Verkauf das Ende der Existenz der Burggrafschaft Nürnberg. Aus ihrem Territorium gingen in der Folgezeit die beiden hohenzollernschen Markgraftümer Brandenburg-Ansbach und Brandenburg-Kulmbach hervor.
Eine Anekdote ist der sagenhafte Sprung des Rosses von Raubritter Eppelein von Gailingen (* um 1320, † 1381) in den Burggraben, mit dem er seiner Hinrichtung am Galgen entkommen sein soll.

### Repräsentation und Bedeutungsverlust
Die Nürnberger Burg war nun vollständig in der Obhut der Stadt. Während der Hussitenkriege wurden die West- und die Nordseite verstärkt und die Burg in die Stadtbefestigung einbezogen. 1538 bis 1545 wurden West- und Nordseite endgültig durch die Burgbasteien gesichert. 1440–42 wurde der romanische Palas durch einen spätgotischen Neubau ersetzt und 1487 durch einen Anbau verlängert. 1494/95 erbaute die Stadt das „Kornhaus auf den Vesten“, später Kaiserstallung genannt. 1524 übernahm die Stadt die Reformation, dies führte zu einer Entfremdung zwischen Kaiser und Stadt. Für Kaiser Karl V. wurden die Wohnräume der Burg neu gestaltet, 1559/60 ließ Ferdinand I. den Palas nochmals erweitern, doch hatte die Burg ihre Bedeutung verloren.
Im Dreißigjährigen Krieg war die Gegend um Nürnberg Schauplatz eines mehrere Jahre dauernden Stellungskriegs der Kriegsparteien, der 1632 zur Schlacht an der Alten Veste führte. Die Stadt und die Burg wurden aber nicht erobert. Nach dem Krieg verlor die Burg ihre militärische Bedeutung und die Reichstage fanden nicht mehr in Nürnberg, sondern ab 1663 im Immerwährenden Reichstag endgültig in Regensburg statt. Parallel dazu sank die Bedeutung des Königs und Kaisers.

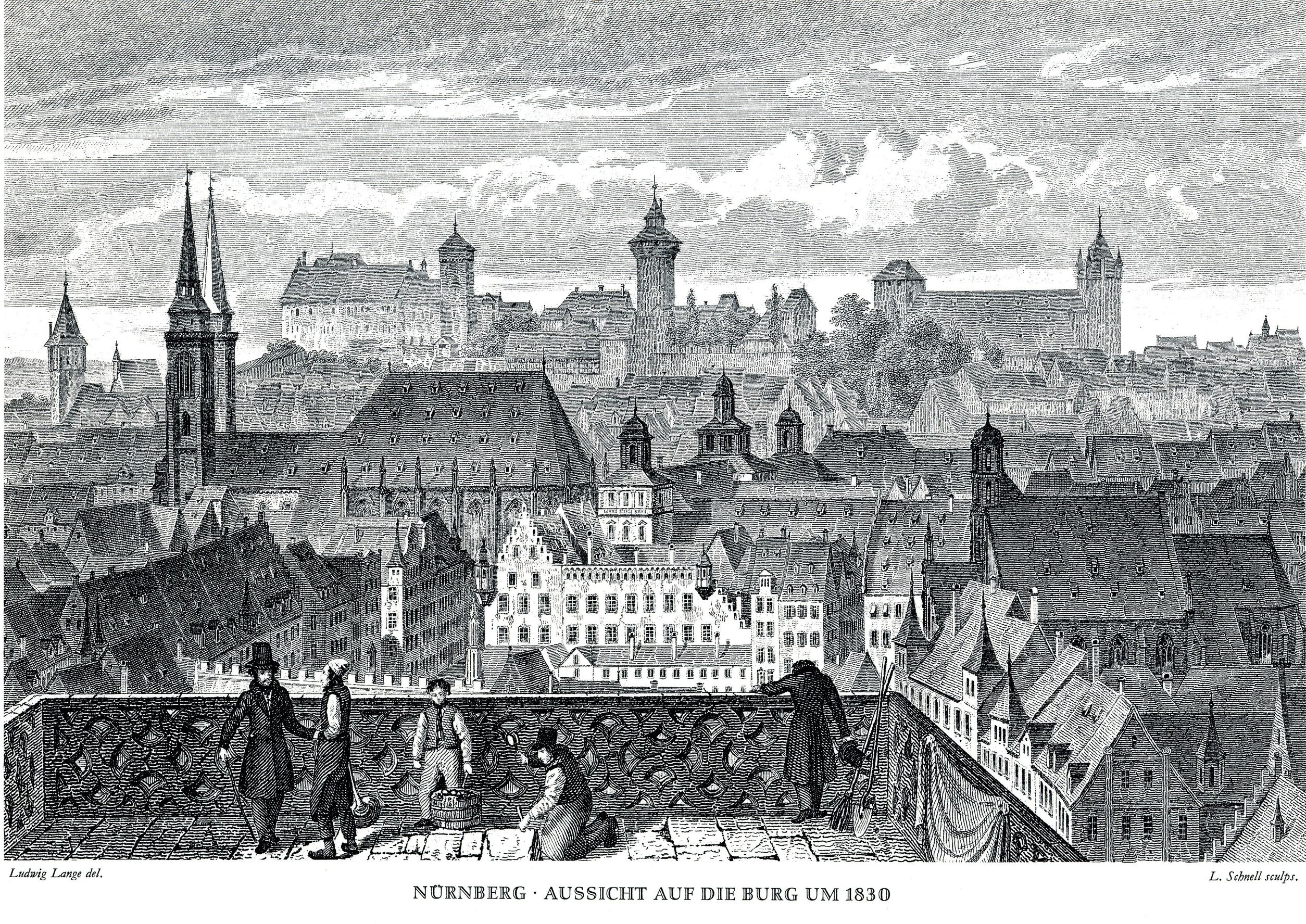
Stahlstich um 1830 – Aussicht auf die Burg

1806 kamen Burg und Stadt zum Königreich Bayern. Im Jahr 1828 war Kaspar Hauser einige Wochen in der Burg im Gefängnis untergebracht.
Mit der Romantik entstand ein historisches Interesse an der Burg.
Baukonservierende und umgestaltende Maßnahmen begannen ab dem Jahr 1834 unter Ludwig I.; zu nennen sind insbesondere die Arbeiten von Carl Alexander Heideloff, August von Voit und August Essenwein. So wurde z. B. an der Westseite ein hoher Söller angefügt, zur Innenausstattung fertigten örtliche Schreiner historisierende Möbel, es wurden aber auch Originalstücke aus anderen Burgen (z. B. der Willibaldsburg aus Eichstätt) verwendet.
Nach der bayerischen Niederlage im Deutschen Krieg 1866 musste Ludwig II. dem preußischen König Wilhelm I. die Mitbenutzung der „Burg seiner Väter“ einräumen.
Nach der Machtergreifung der NSDAP 1933 begann man mit einem Umbau der Kaiserburg. Im Rahmen der jährlich stattfindenden Reichsparteitage sollte die Kaiserburg als symbolträchtige Kulisse für das NS-Regime und als Unterkunft für hohe Staatsgäste dienen. Die sogenannte Restaurierung im Sinne einer „schöpferischen Denkmalpflege“, bei der man die als „schwächliches Stilkostüm“ empfundene historistische Ausstattung der Burg aus dem 19. Jahrhundert zerstörte, wurde unter der Leitung von Rudolf Esterer ab 1934 durchgeführt. Die Fachzeitschrift Der Baumeister bewertete damals die NS-Umgestaltungsmaßnahme nach ihrem Abschluss euphorisch: „Wenn wir heute die Nürnberger Burg besuchen, empfängt uns nicht mehr ein falscher Theaterzauber, der uns innerlich nichts zu sagen hat, sondern wir erleben wieder auf Schritt und Tritt die alte hehre Kaiserburg, die uns mit einer auf ihrer schlichten Formgebung beruhenden krafvollen Größe und herben Schönheit als ein Werk wiedergefundener alter, gediegener deutscher Handwerkskunst bezwingend in ihren Bann schlägt. Diese ursprüngliche Größe zu neuem Leben erweckt zu haben, ist das unbestreitbare Verdienst der Männer, die hier am Werk gewesen sind.“
Im Zweiten Weltkrieg erlitt die Burg 1944/45 schwere Schäden; fast unversehrt blieben nur die Doppelkapelle und der Sinwellturm. In der Nachkriegszeit wurden alle Baugruppen in den historischen Formen wiederhergestellt, so beispielsweise auch der im Krieg völlig zerstörte Luginsland; jedoch verzichtete man darauf, die Raumgestaltungen des 19. Jahrhunderts, die 1934/35 nahezu umfassend beseitigt worden waren, zu rekonstruieren. Somit befinden sich die Innenräume der Burg heute weitgehend in der Form, die ihnen die Maßnahmen Rudolf Esterers gaben.
Seit 2013 erfährt die lange Zeit vernachlässigte touristische Nutzung der Burg wieder mehr Aufmerksamkeit. Die Dauerausstellung wurde neu konzipiert – neben der Burg wird auch das Heilige Römische Reich Deutscher Nation und die Rolle Nürnbergs im Spätmittelalter dargestellt.

## Bauten
Eine Übersicht der Bauten bietet die Liste der Baudenkmäler in Nürnberg#Burg. Grundsätzlich unterschieden werden Bauten der eigentlichen Kaiserburg im Westen, den wenigen Resten der Burggrafenburg in der Mitte und die reichsstädtischen Bauten im Osten. Die Basteien im Norden wurden später von der Stadt ergänzt.

### Bauten der Kaiserburg
Innerer Burghof
Im Westen der Burg liegt der Innere Burghof, um den sich das Innere Burgtor, der Palas (1440–42 errichtet, 1487 und 1559/60 nach Westen verlängert), der Kemenatenbau (1440–42 errichtet), die Burgkapelle (aus staufischer Zeit) mit dem Heidenturm sowie im Norden Wehrmauern gruppieren.
Äußerer Burghof der Kaiserburg
Der Äußere Burghof ist dem inneren Burghof vorgelagert – um ihn gruppieren sich das 1487/1564 erbaute Sekretariatsgebäude, der 1564 erbaute Finanzstadel, der im 13. Jahrhundert erbaute Sinnwellturm, der 1461 begonnene Turm Hasenburg mit dem Himmelstor, die im 15./16. Jahrhundert errichtete Himmelsstallung und der im 12. Jahrhundert gegrabene Tiefe Brunnen. Nicht mehr erhalten ist das Kastellangebäude, das 1945 zerstört wurde.
Kaiser- und Margarethenkapelle
Die Doppelkapelle im romanischen Baustil wurde um 1200 errichtet und gehört zu den ältesten noch erhaltenen Teilen der Burg (vgl. #Archäologische Untersuchungen und „Burg 16“ unter Liste der Baudenkmäler in Nürnberg#Kaiserburg). Im Altarraum der Kaiserkapelle befindet sich ein Kruzifix von Veit Stoß, ein Werk der Spätgotik.
Der Zugang zur oberen Kaiserkapelle war dem Hochadel vorbehalten. Die untere Margarethenkapelle kann ausschließlich vom Innenhof aus erreicht werden. Unter- und Oberkapelle sind nur durch eine Deckenöffnung miteinander verbunden. Auf der Westempore der Oberkapelle nahm die kaiserliche Familie Platz, wobei für den Kaiser ein eigener Bereich abgetrennt war. Somit stellen die drei Ebenen die Hierarchie der damaligen Gesellschaft dar.
Im Jahr 1216 fanden die Baumaßnahmen auf der Burg ihr Ende und Kaiser Friedrich II. wies den unteren Teil der Doppelkapelle, die Margarethenkapelle, der Niederlassung des Deutschen Ordens zu, der sie wohl bis 1419 innehatte und dann an die Stadt Nürnberg übergab.

Kaiser- und Margarethenkapelle
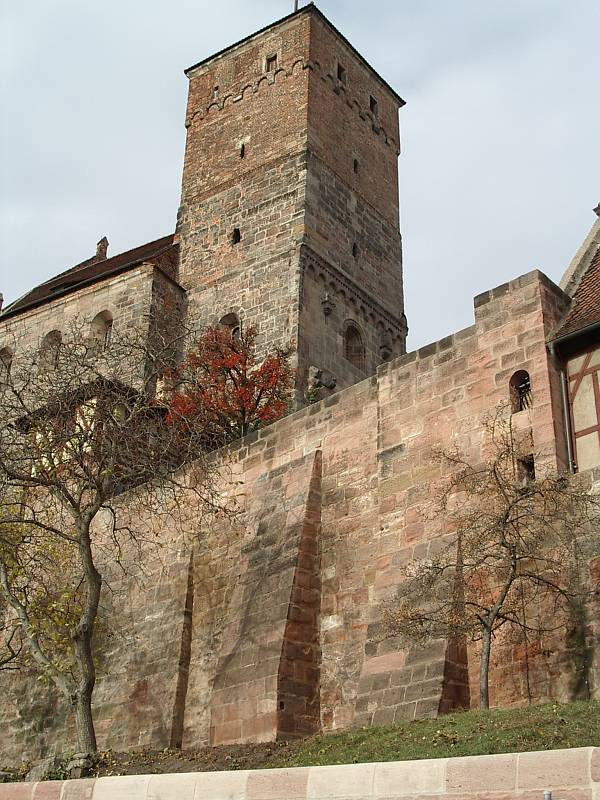
Blick vom Fuße der Burg zur Kaiserkapelle
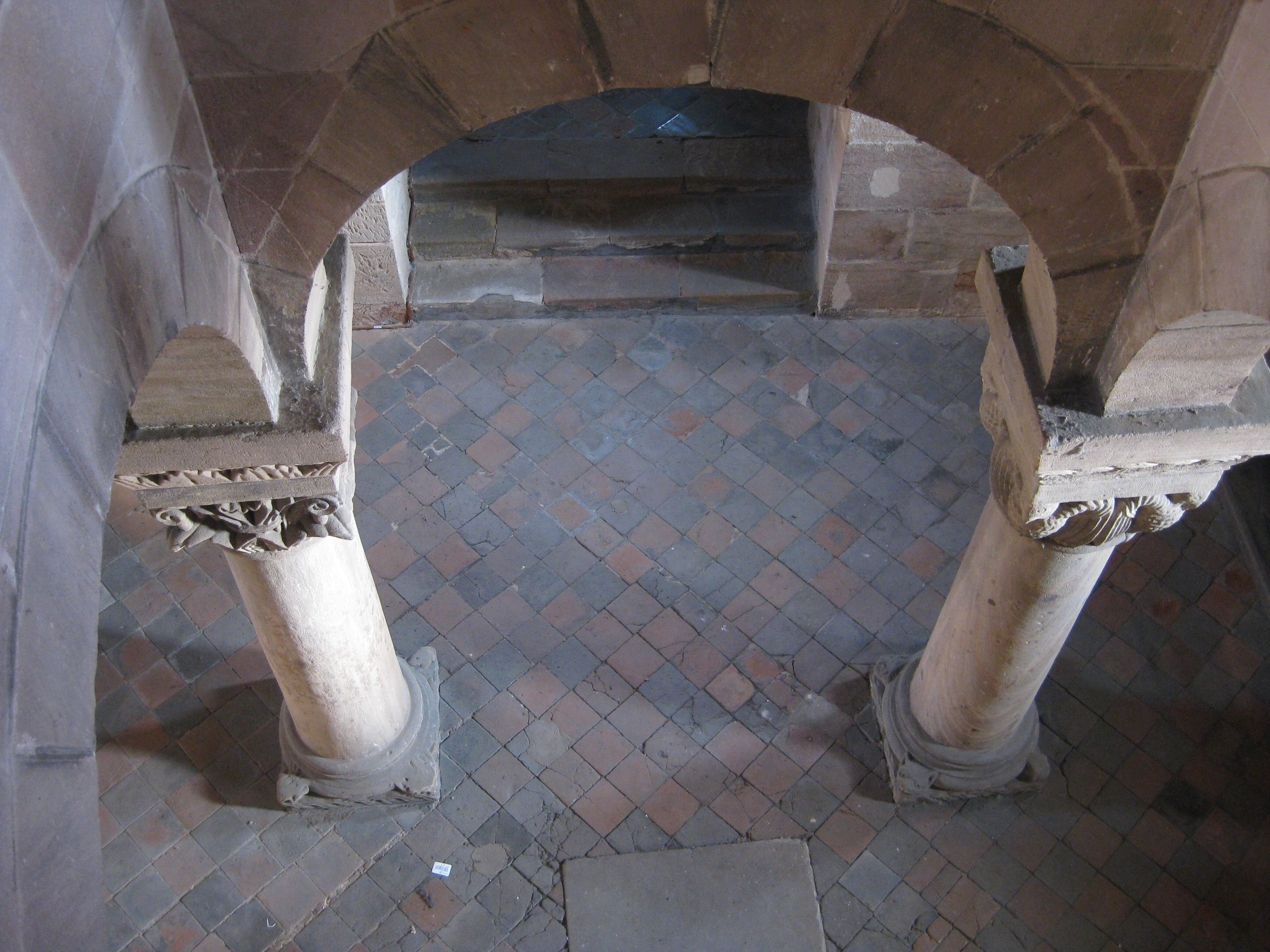
Blick von der Kaiserkapelle zur unteren Margarethenkapelle
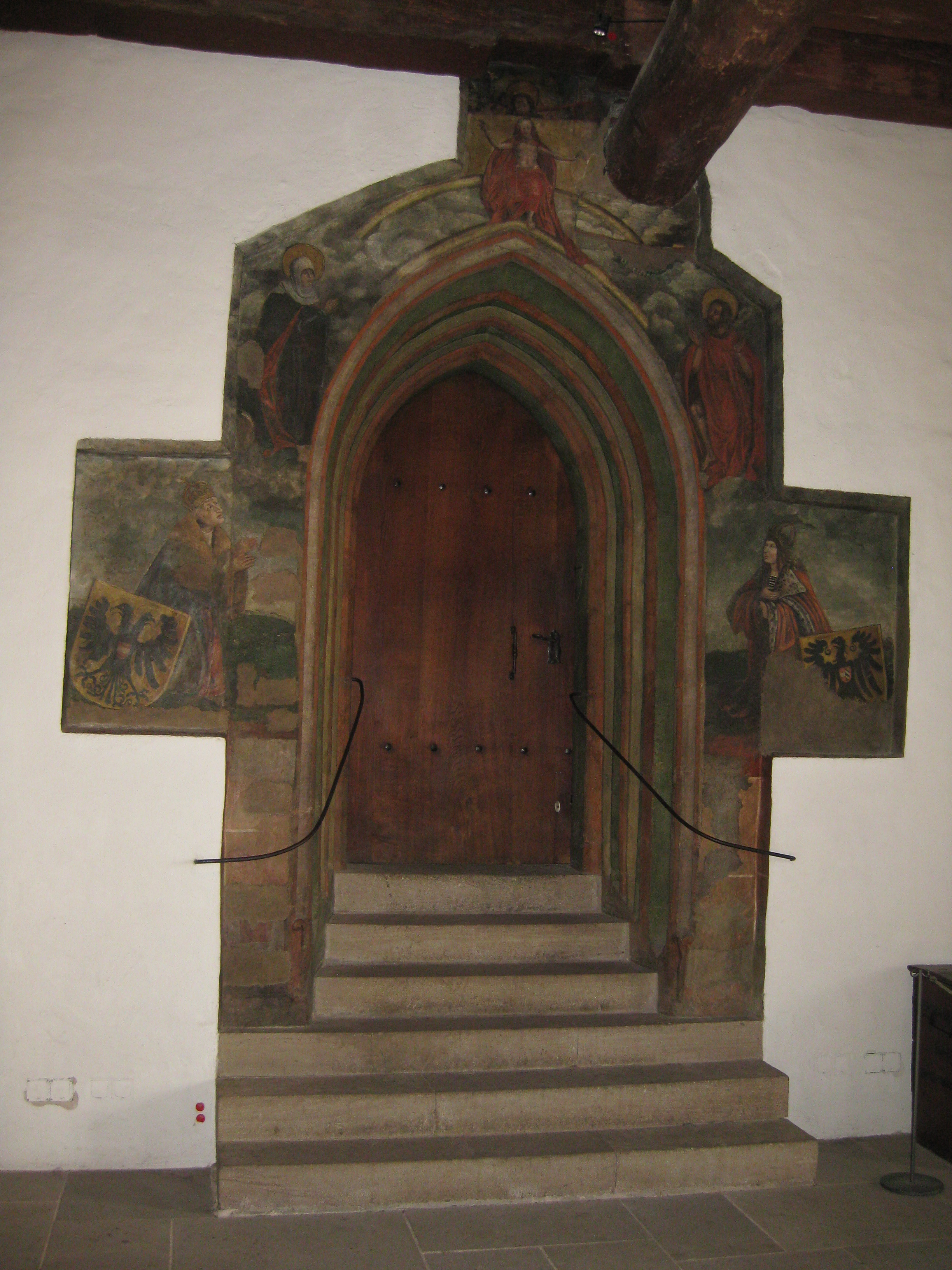
Eingang zur Oberkapelle
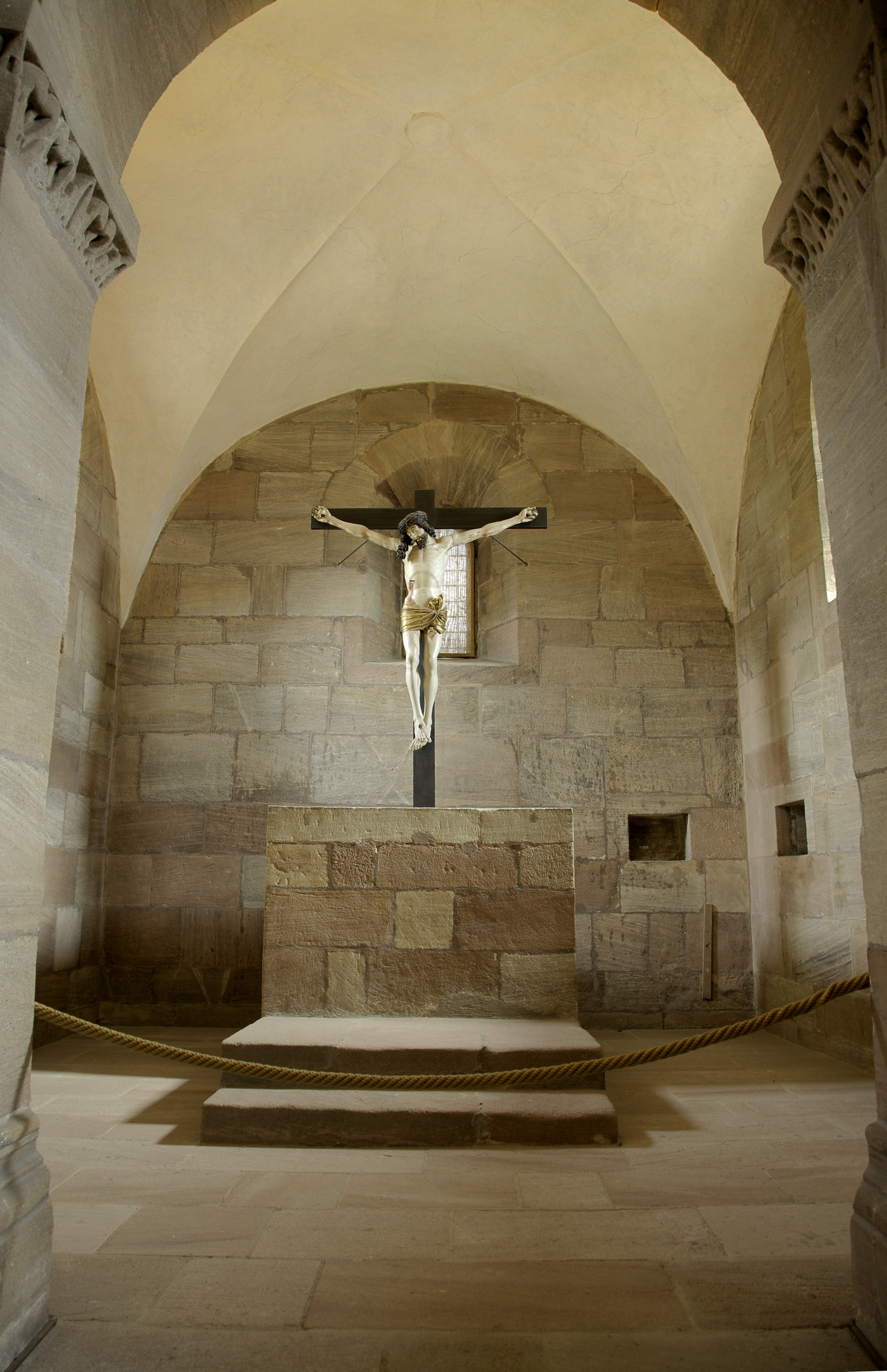
Altar mit Veit Stoß’ Kruzifix
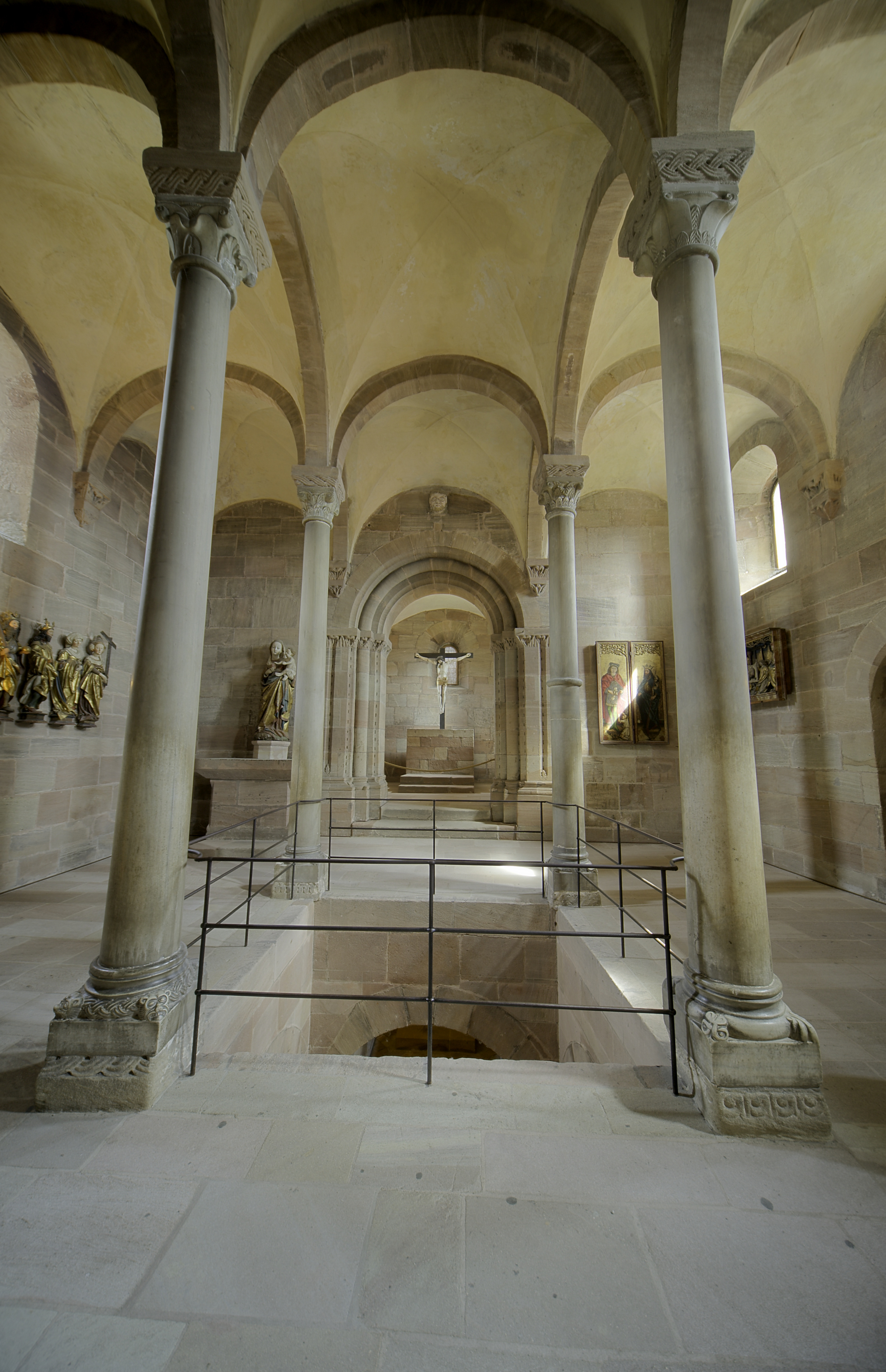
Kapelle mit dem Durchbruch zur Unterkapelle
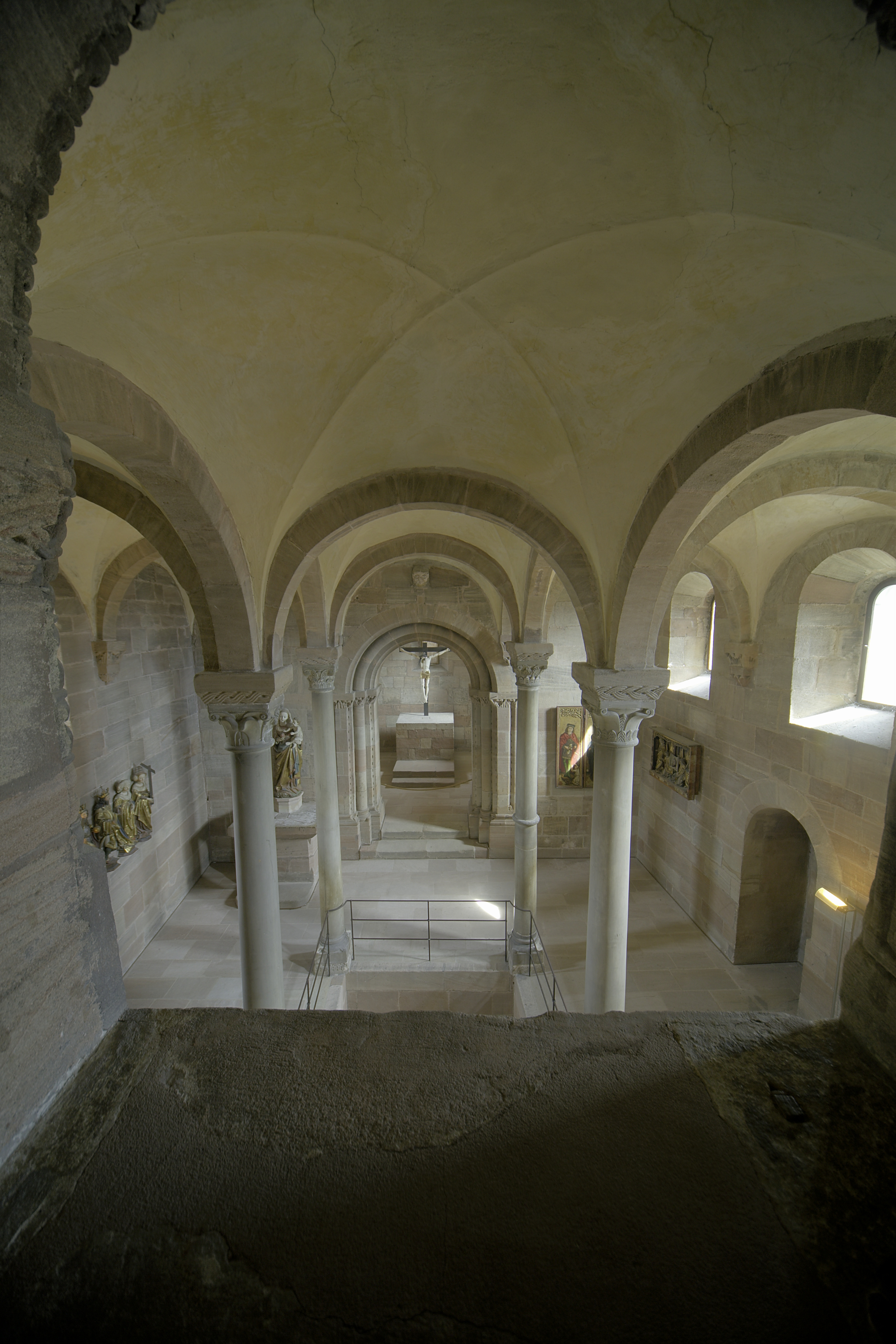
Blick von der Kaiserloge zur Kapelle
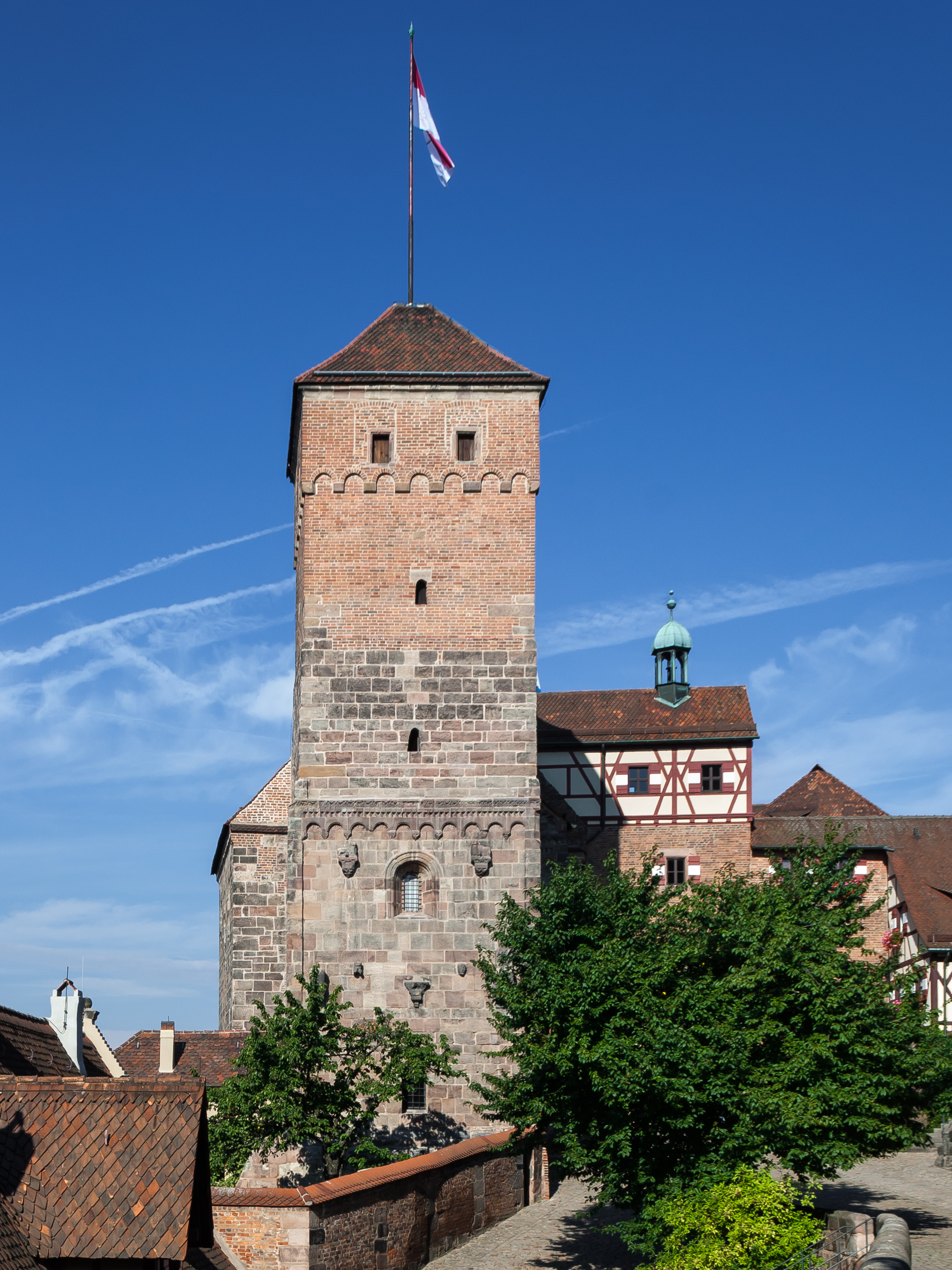
Heidenturm der Kaiserkapelle

Brunnen
Die Wasserversorgung der Burg wurde für den Fall einer Belagerung durch zwei Burgbrunnen gesichert. Der Brunnen der ehemaligen Burggrafenburg befindet sich wenige Meter südlich des Fünfeckigen Turms. Der etwa 20 Meter tiefe Ziehbrunnen holte Wasser aus dem Basisletten des Unteren Burgsandsteins.
Der Tiefe Brunnen der Kaiserburg ist vermutlich so alt wie die Burganlage selbst. Der Schacht wurde in den Felsen gehauen und hat einen Durchmesser von 2,2 bis 1,7 und eine Tiefe von 53 Metern. Er führt durch Schichten von Burg- und Stubensandstein bis zum Blasensandstein mit dem Grundwasserspiegel der Pegnitz.

### Reste der Burggrafenburg

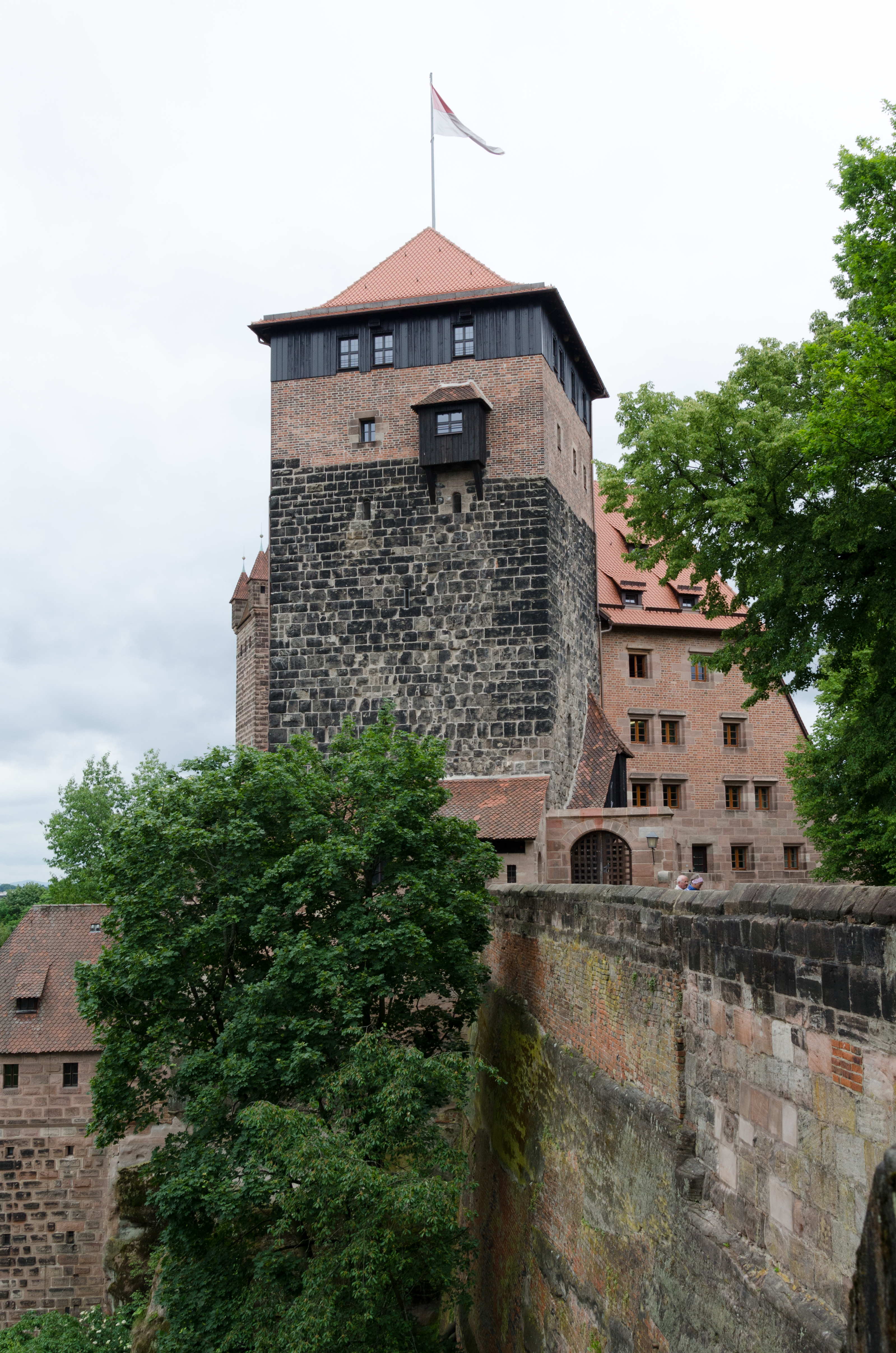
Fünfeckturm, 2014

Von der Burggrafenburg sind folgende Bauten erhalten: Der um 1192 erbaute Fünfeckturm, das im 11./12. Jahrhundert errichtete Burgamtmannhaus mit westlichem Anbau, die erstmals 1267/68 erwähnte Walpurgiskapelle mit Wehrturm, die im Zweiten Weltkrieg beschädigt wurde, der Heimliche Wächtergang und eine lose zusammenhängende Gruppe von Sperrmauern. 1537 wurde auf dem Grundriss der ehemaligen Burggrafenburg ein Zugangsweg und die Freiung angelegt. Im Wehrturm der Kapelle ist heute das Burgatelier eingerichtet.

### Reichsstädtische Bauten
1377 baute die Stadt Nürnberg direkt neben der Burggrafenburg einen Beobachtungsturm, den Luginsland. Nachdem die Burggrafenburg 1420 zerstört und die Stadt die Reste 1427 gekauft hatte, wurde 1428 die erste Bastei, die Vestnertorbastei mit dem Vestnertor erbaut, 1495 folgte die Kaiserstallung, 1537 die Freiung (auch Freyung) und ab 1538 die weiteren Burgbasteien.
Kaiserstallung
Im Osten der Burg wurde 1495 von Hans Beheim dem Älteren zwischen dem Turm Luginsland und dem Fünfeckturm das „Kornhaus auf den Vesten“ errichtet, ein zweistöckiger Steinbau mit fünf übereinander liegenden Dachböden. Er diente als Kornhaus der Stadt; die Räume im Erdgeschoss wurden in der Kaiserzeit auch als Stallungen genutzt.
Das Gebäude wurde 1937 zur Reichsjugendherberge umgebaut, im Zweiten Weltkrieg zerstört und 1953 wieder aufgebaut.
Auch heute wird die Kaiserstallung als Jugendherberge genutzt und hat nach der letzten Renovierung 93 Zimmer.

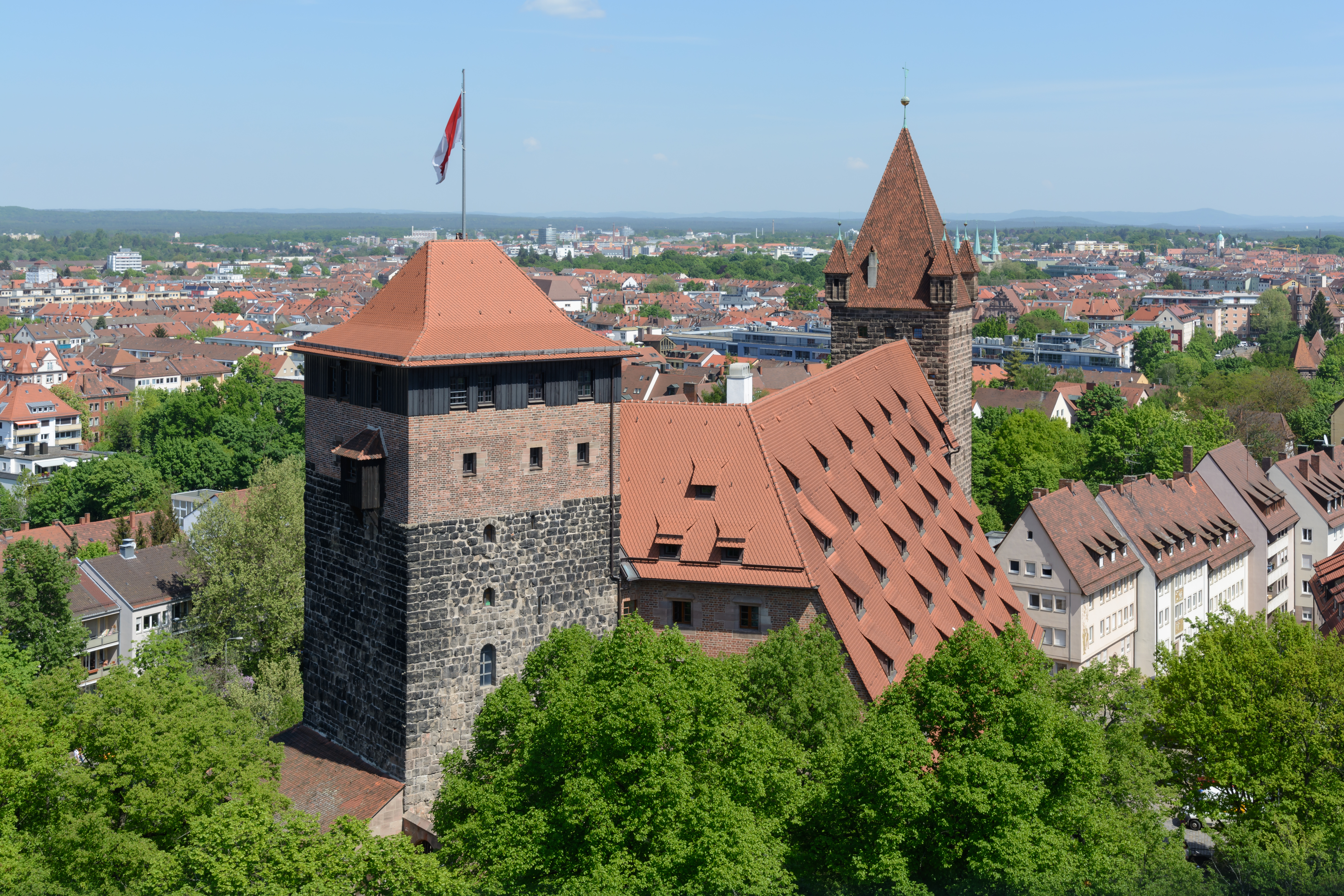
Kaiserstallung von Westen, zwischen Fünfeckturm links und Luginsland hinten, 2018
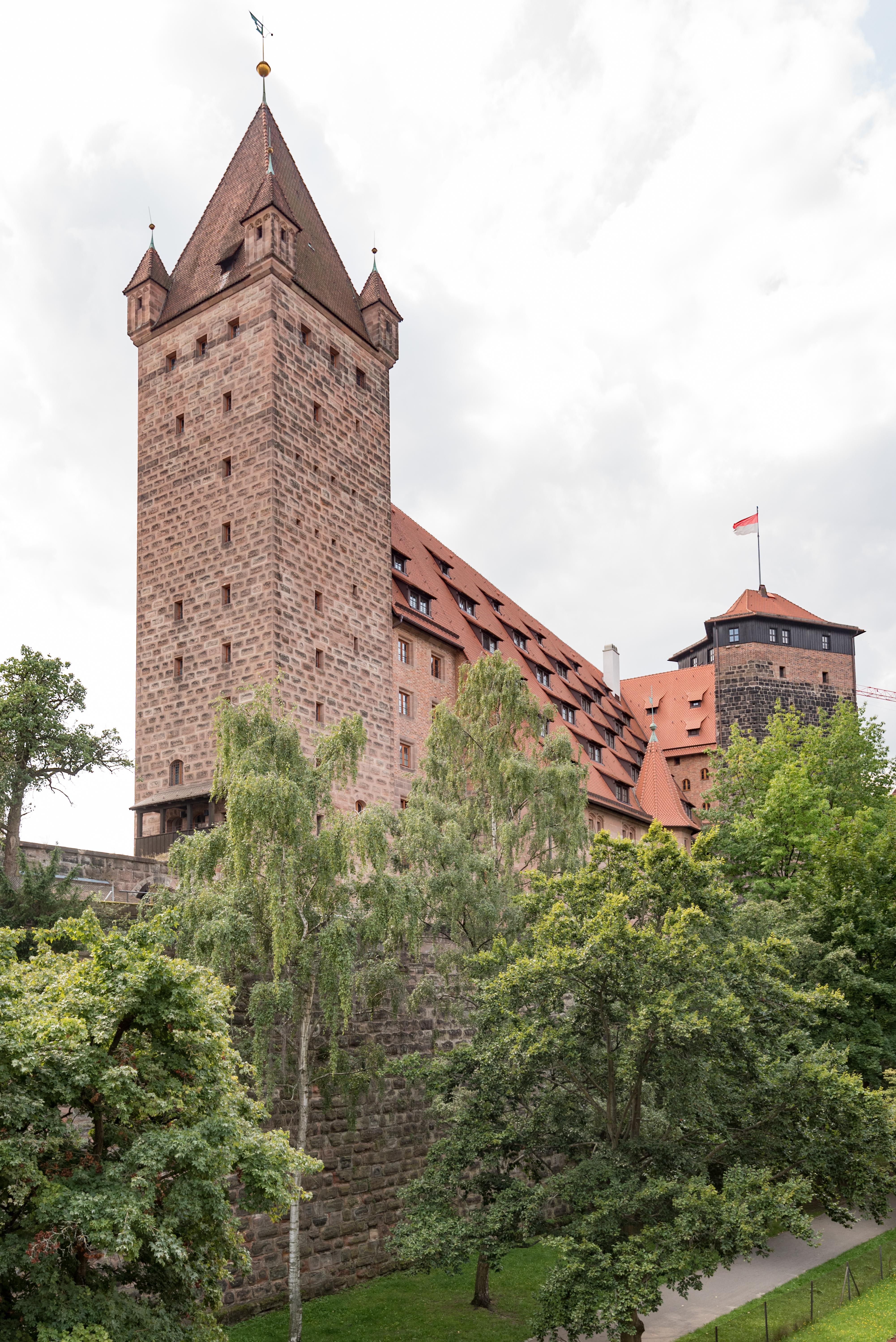
Turm Luginsland, 2017
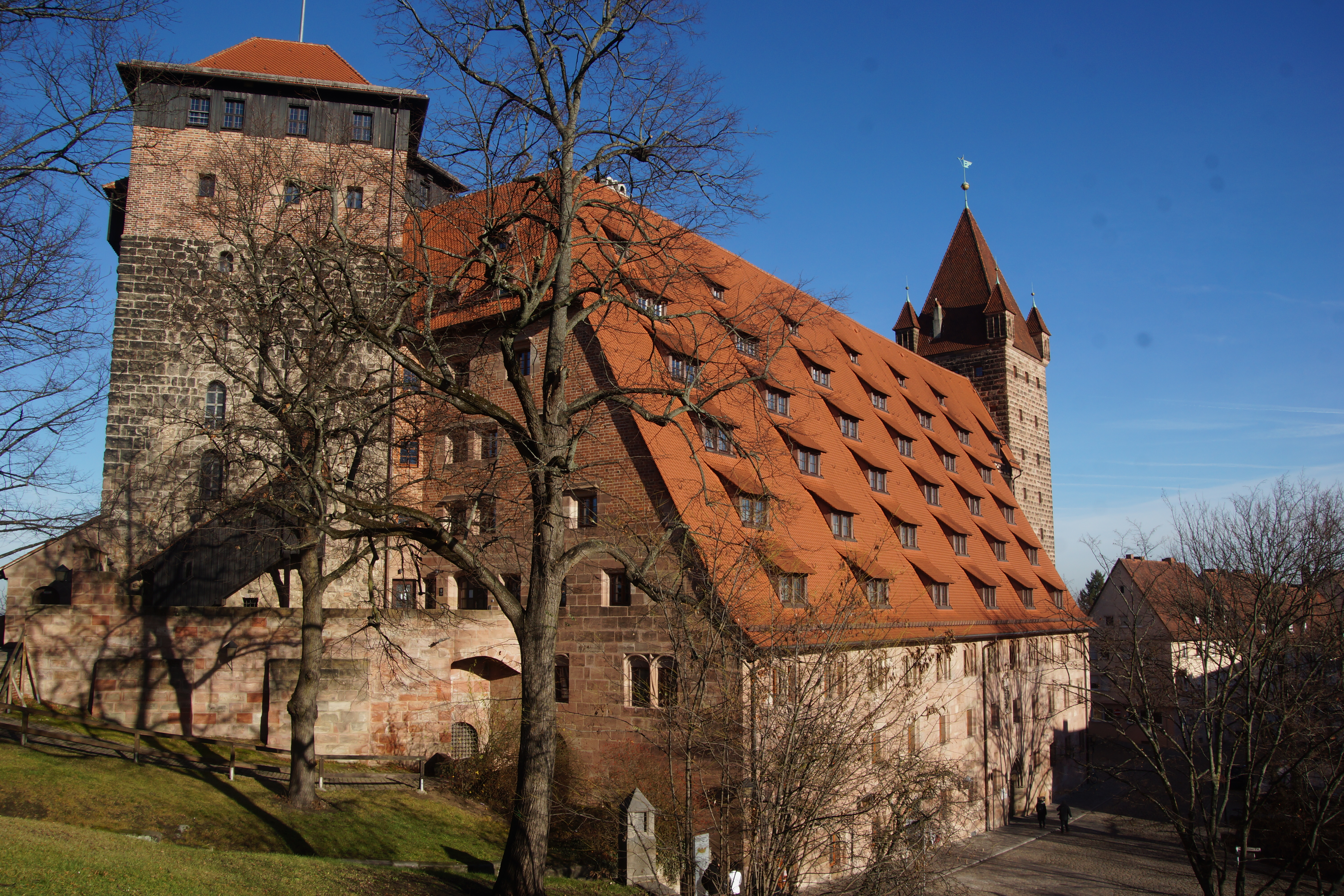
Kaiserstallung, 2019

Basteien

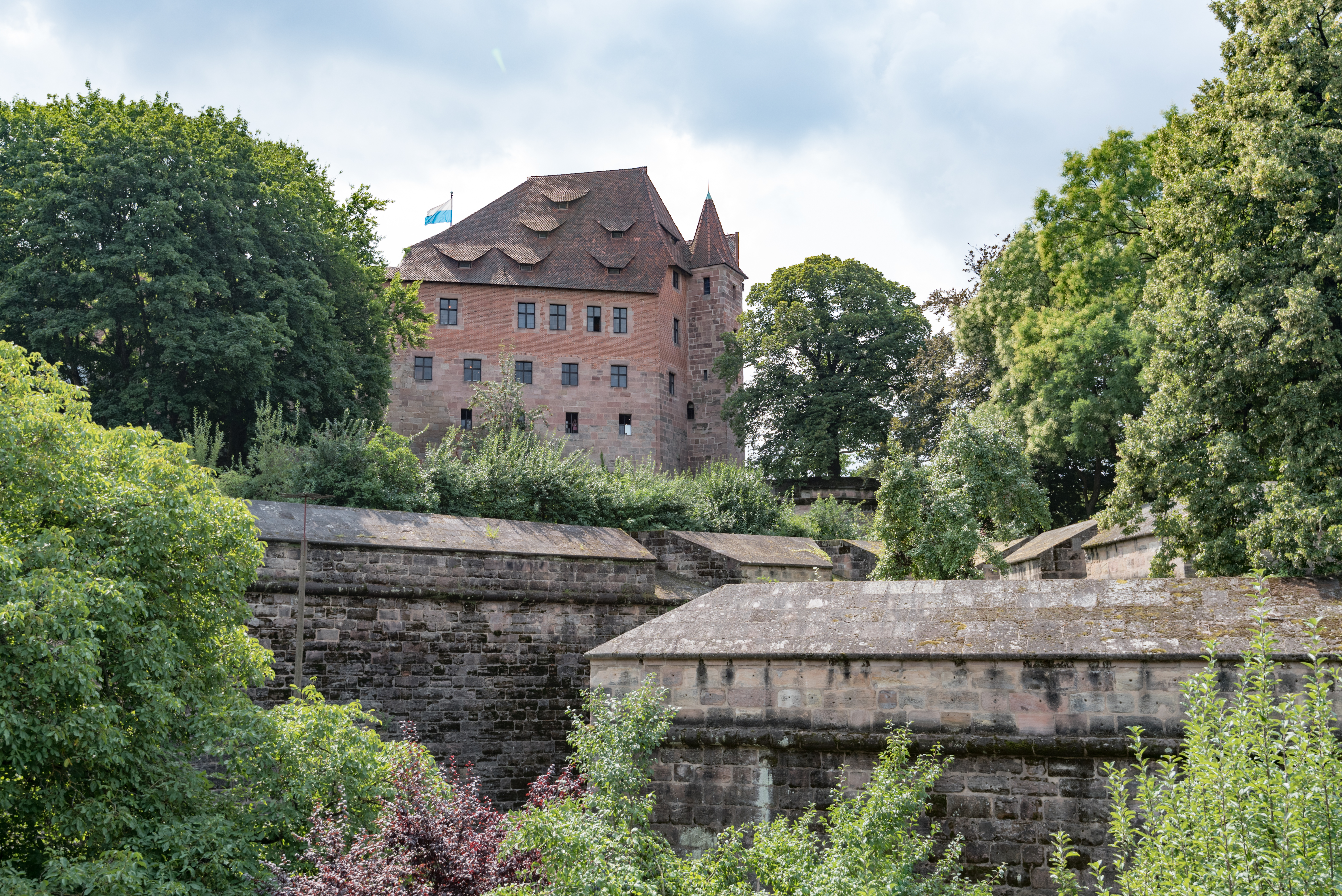
Burgbastei von Norden, 2017

Im 16. Jahrhundert mussten die Befestigungen durch die Stadt verstärkt werden. Bereits 1527 wurde am nordöstlichen Eck der Stadtmauer – außerhalb der Burg – eine mächtige Rundbastei erbaut, der Küblerzwinger, auch Dürerbastei genannt.
Direkt nordwestlich vor der Burg wurden zwischen 1538 und 1545 drei große Burgbasteien (Vestnertor-, Große und Untere Bastei) nach den Plänen des italienischen Festungsingenieurs Antonio Fazuni errichtet. Diese Bauwerke sollten die Burg- und Stadtbefestigung gegen die gesteigerte Durchschlagskraft der weiterentwickelten Artillerie verstärken.

## Archäologische Untersuchungen
Im Jahr 1990 stieß man im Zuge von Umbauten im Rittersaal der Kaiserburg auf die Grundmauern einer salischen Rundkapelle. Im Innenhof der Burg wurden im Jahr 2001 die Reste eines salischen Bergfriedes mit zwei Meter dicken Mauern sowie einer Wehrmauer entdeckt. Diese Anlage wird um das Jahr 1000 oder etwas früher datiert. Unter den Fundamenten dieses ehemaligen Bergfriedes wurden noch ältere Fundamente gefunden, die vermutlich aus vorsalischer Zeit stammen.
Grabungen im Burghof haben Spuren menschlicher Besiedlung aus der Zeit vor 1000 nachgewiesen. Dabei wurde das Fundament eines runden Turmes mit einer Wandstärke von zwei Metern ausgegraben, der nach Angaben des Bayerischen Landesamtes für Denkmalpflege ebenfalls vor 1000 errichtet worden ist.
Als gesichert gilt, dass sich die Burg bereits im 11. Jahrhundert von Osten nach Westen vollständig über den Burgberg erstreckte; zumindest seit dem 12. Jahrhundert war der eigentlichen Burg des Kaisers die Burggrafenburg östlich riegelartig vorgelagert.
Das älteste noch erhaltene Gebäude, die Doppelkapelle mit dem östlichen Chorturm (Margarethenturm, als angeblich römisches Bauwerk auch „Heidenturm“ genannt, vgl. Regensburger „Heidenturm“) entstand wohl im zweiten Viertel des 13. Jahrhunderts und zeigt Bauschmuck in den Formen der Spätromanik.
(In Matthäus Merians Topographia Franconiae werden die römischen Militärführer Nero Claudius Drusus – † 9 v. Chr. – und Tiberius Claudius Nero – Kaiser ab 14 n. Chr. – als in Betracht kommende Erbauer des „Heidenturms“, vielleicht anlässlich eines Feldzugs in die Germania magna, erwähnt. Zu dieser Zeit gab es den rätischen Limes noch nicht, und die Römer hatten gerade erst das Donauufer sichern können. Eine Expansion über die Donau nach Norden musste im 3. Jahrhundert aufgegeben werden, bis zum Zusammenbruch im 5. Jahrhundert konnte nur noch das heutige Regensburg als nächster Ort zu Nürnberg gehalten werden. Es geht hier um das Stichwort Neroburg im Zusammenhang spekulativer Deutungen des Namens der Stadt Nürnberg im zweiten nachchristlichen Jahrtausend.)

## Gegenwart
Die Burg ist Eigentum der Bayerischen Schlösserverwaltung und wird überwiegend touristisch genutzt, einzelne Bauten aber auch als Wohn-, Amts- oder Museumsgebäude sowie zeitweilig für Feste und Staatsempfänge. In der alten Kaiserstallung befindet sich eine der größten und modernsten Jugendherbergen Deutschlands. Das Haus mit 355 Betten wurde im Frühjahr 2013 nach Renovierung wiedereröffnet.
2013 eröffnete eine Ausstellung, ab 2015 wurden weitere Gebäude renoviert, 2021 wurde das Burgcafé im Sekretariatsgebäude eröffnet, im benachbarten Finanzstadel finden Vorträge, Konzerte und Lesungen statt. Seit einigen Jahren gibt es eine Außenstelle des Germanischen Nationalmuseums.
Die Freiung bietet einen einmaligen Ausblick auf die Stadt, auf den Basteien wurden die Burggärten angelegt, zuletzt auch der Maria Sibylla Merian-Garten. Eine weitere Attraktion sind die Kasematten unter den Basteien, für die Führungen angeboten werden.

### Rundgang

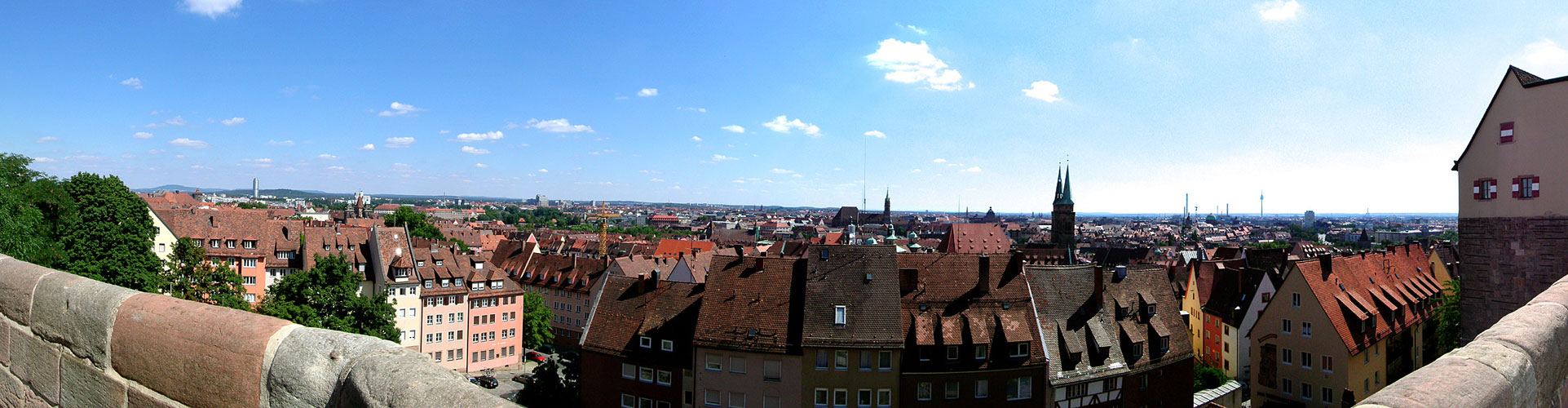
Blick von der Freiung der Nürnberger Burg auf die Altstadt

Von der Stadt kommend, lässt man meist am Ölberg das Himmelstor links liegen und geht weiter den Anstieg hinauf, auf die ehemalige Kaiserstallung (heute Jugendherberge) zu, an deren Ostende der Luginsland hoch aufragt. Um zur Burg zu gelangen, wendet man sich vor der Kaiserstallung nach links (nach Westen) am Fünfeckigen Turm vorbei und kann, bevor man das erste Tor passiert, die über den Steilhang aufragende Walburgiskapelle betrachten. Nach dem ersten Tor hält man sich links – geradeaus gelangt man zur Nordmauer – und erreicht die Freiung, von der aus die Altstadt und bei klarem Wetter auch die östliche, südliche und westliche Stadt gut zu überblicken sind.
Die Freiung ist der Walburgiskapelle vorgelagert und trennte, ehemals zur Burggrafenburg gehörend, diese von der Kaiserburg. Hier genossen Verfolgte, nach mittelalterlicher Rechtsanschauung, Asylrecht (Freiung). Von der Freiung führt der Rundweg weiter durch das Burgtor unter dem „Heimlichen Wächtergang“ hindurch. Gleich nach dem Tor rechts ragt der 41 Meter hohe runde Sinwellturm auf, den man im Rahmen einer Führung als Aussichtsturm besteigen kann; ebenso ist der Zugang zum Tiefen Brunnen möglich. Linker Hand befindet sich die Himmelsstallung und das Himmelstor, durch das man den Burghof betreten kann. Geht man weiter in Richtung Westen auf das innere Burgtor zu, kommt man an der Doppelkapelle mit dem Heidenturm vorbei.

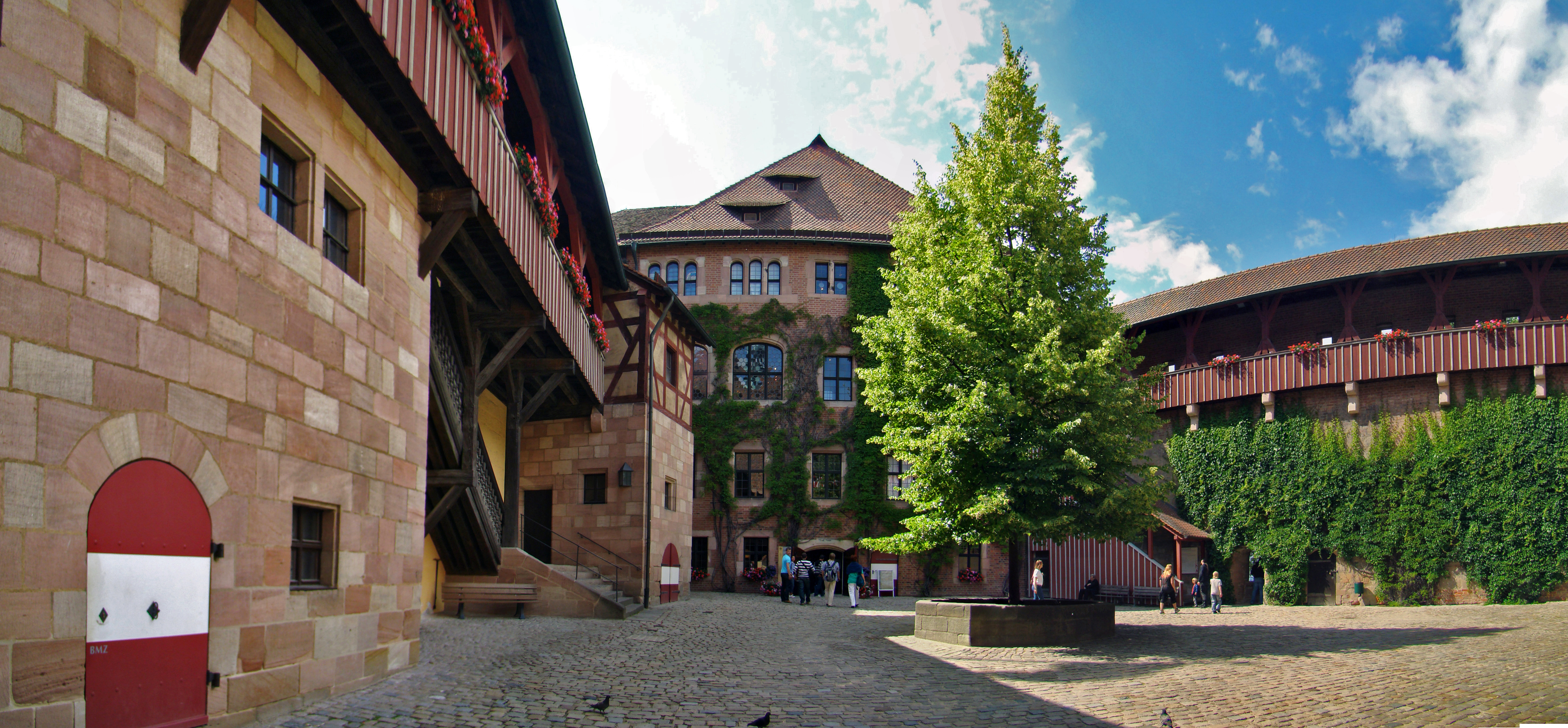
Panorama-Ansicht vom Innenhof der Kaiserburg

Vom inneren Burghof hat man im Rahmen einer Führung Zutritt zur Kaiserburg, während das Burgmuseum als Zweigniederlassung des Germanischen Nationalmuseums getrennt besichtigt werden kann. Auf dem Rückweg kann man sich die Nebengebäude ansehen und nach Norden über den Graben gehen, um die Basteien zu betrachten.
Ein erweiterter Rundgang führt außen an der Stadtmauer bis zum Tiergärtnertor, wo man im Sommer durch die Mauer den Burggarten betreten kann. Er erstreckt sich an der Nordseite der Burg bis fast zum Fünfeckigen Turm. Auf der Vestnertorbastei befindet sich das Denkmal von Georg Christoph Eimmart, der an dieser Stelle die erste Sternwarte Nürnbergs errichtete.

### Nutzung
Im Burggraben im Norden der Burg fanden in den 1980/1990er Jahren Musikveranstaltungen statt, die heute wegen der engen Zugangswege nicht mehr möglich sind. Dazu gehörten Rock im Burggraben und eine zentrale Bühne des Bardentreffens. Aktuelle jährliche Veranstaltungen sind das Burgfest, ein Mittelaltermarkt und ein Bierfest.
1999 wurde das Kaiserburgmuseum, eine Außenstelle des Germanischen Nationalmuseums, eröffnet.
Es wurde 2013 baulich erweitert und hatte 2019 177.366 Besucher.
2013 wurde die Sonderausstellung Kaiser-Reich-Stadt eingerichtet, die in eine Dauerausstellung überführt wurde. Im Rahmen einer Führung können verschiedenen Gebäude der Kaiserburg von innen besichtigt werden. Ab 2015 wurden weitere Gebäude renoviert, im Oktober 2021 wurde das Burgcafé im Sekretariatsgebäude eröffnet, im Finanzstadel finden nun Vorträge, Konzerte und Lesungen statt.

Projektion, „Blaue Nacht“ 2005

Die Burg ist während der Blauen Nacht, einem stadtweiten Kulturfest, Schauplatz aufwändiger Projektionen im Rahmen von Kunstinstallationen:
- 2007: Installation Once upon a time von Katja Then
- 2008: Klang- und Lichtsymphonie Lichtinseln
- 2009: Installation Light Drops von Elke Harras[42]
- 2010: Art flu – angesteckt von pep Berlin
- 2011: Expedition – Fremde Welten von Lisa Lang, technische Durchführung Firma Rezac aus Wien
- 2012: Meister Noris von Gerd Bauer
- 2013: AD ASTRA von Julian Vogel
- 2014: Die Träume des Mr. Who von Anna Bittersohl[43]
- 2021: No risk. No fun. von Peter Angermann wurde im September 2021 gezeigt, die Blaue Nacht im Mai wurde wegen der COVID-19-Pandemie abgesagt.[44]
- 2022: Streifzug durchs Paralleluniversum von Sascha Banck.[45]
- 2023: Beneath the surface von Hombre SUK

Im September 2005 wurde erstmals der District Ride in Nürnberg durchgeführt, ein Freeride-Mountainbike-Event mit 40.000 bis 60.000 Zuschauern. Start war auf der Burg, Ziel war der Hauptmarkt. Wegen des unerwarteten Erfolges wurde das sportliche Großereignis wiederholt: 2006, 2011, 2014, 2017 und 2022 fand es zum 6. Mal statt.

### Lebensräume und Geologie
Die Nürnberger Kaiserburg ist durch ihre bauliche Situation als Lebensraum für Tiere und Pflanzen von hoher Bedeutung. Die Vielzahl an Kellern, Mauern, Türmen und Grünflächen bietet vielfältige Lebensräume für Flora und Fauna. Im Rahmen des Projektes „Lebensraum Burg“ wurden im Bereich der Nürnberger Kaiserburg bei Kartierungen auf einer Fläche von ca. 65.000 Quadratmetern durch Biologen bislang rund 1400 Tier- und Pflanzenarten nachgewiesen – eine beeindruckende Artenvielfalt.
Der Sandsteinfelsen ist vom Bayerischen Landesamt für Umwelt als Geotop 564A002 ausgewiesen. Das Geotop gehört auch zu den 100 Schönsten Geotopen Bayerns. Siehe hierzu auch die Liste der Geotope in Nürnberg.
Das Geotop ist die Typlokalität für den nach ihm benannten Burgsandstein, einer geologischen Schichteinheit des Keupers, die in Franken weit verbreitet ist.

### Beflaggung der Burg

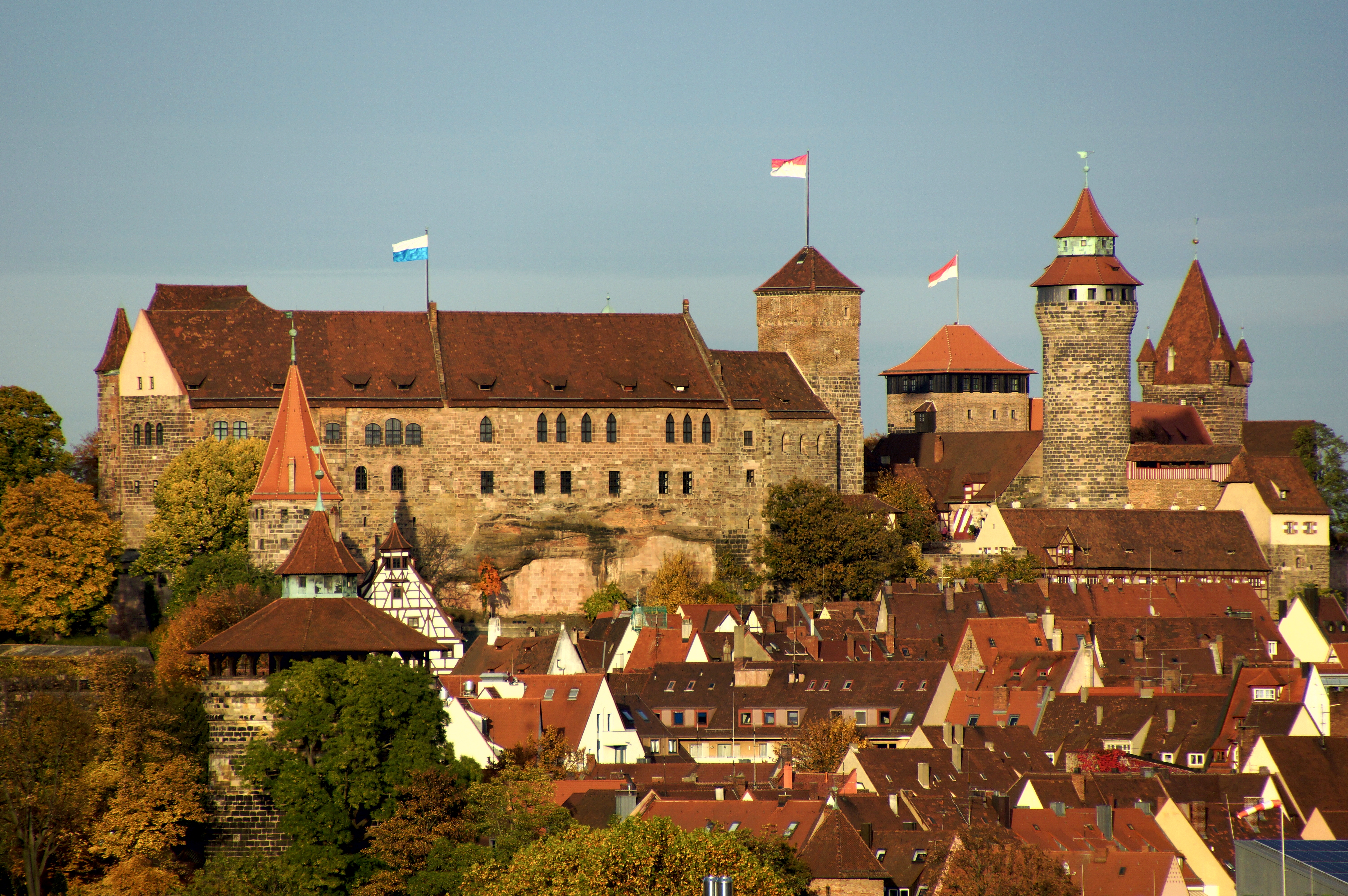
Die Nürnberger Burg mit Frankenflagge auf dem Heidenturm, der Stadtflagge auf dem Fünfeckturm und der Bayernflagge auf dem Palas

Es kann davon ausgegangen werden, dass während des Mittelalters über der Nürnberger Burg die Flagge der Kaiser und Könige wehten und zumindest bis 1420 die Flagge der Hohenzollern. Wilhelm II, der letzte Deutsche Kaiser, der bis 1918 den Titel «Burggraf zu Nürnberg» führte, ließ als solcher dann wieder von der westlichen Schmalseite der Kaiserburg zu besonderen Anlässen die Hohenzollernfahne wehen, deren Schwarz-weiß auch für Preußen galt. Unter den Nazis, die sich mit historischen Feinheiten nicht lange aufhielten, kannte der gleichgeschaltete Führerstaat auch auf der Burg nur das Hakenkreuz. Seit Sommer 2008 wehen auf der Nürnberger Burg (wie auf offiziellen Gebäuden des Freistaats) auf Anordnung des Bayerischen Innenministeriums die bayerische und die deutsche Flagge. Nürnberger SPD-Stadträte forderten in einem Antrag den Freistaat auf, auch die Franken-Flagge aufzuziehen. Die Forderung wurde jedoch vom bayerischen Innenminister Joachim Herrmann abgelehnt.
Im Sommer 2009 wurde der Flaggenstreit beigelegt. Gehisst wurde jedoch nicht die Frankenflagge: Seit 15. Juli 2009 weht am Fünfeckturm die Flagge der Stadt, die jedoch auch die fränkischen Farben rot und weiß enthält.
Im Sommer 2012 wechselte die Beflaggung erneut: Auf dem Hauptgebäude (Palas) der Burg wurde die bundesdeutsche Flagge durch die bayerische Flagge ersetzt. Dafür wurde die Frankenflagge auf dem ehemaligen Platz der Bayernflagge (Heidenturm) gehisst. Die Flagge schwarz-rot-gold weht nun an einem eigens dafür aufgestellten Mast auf der Freiung.